# Geschichte der Stadt Darmstadt

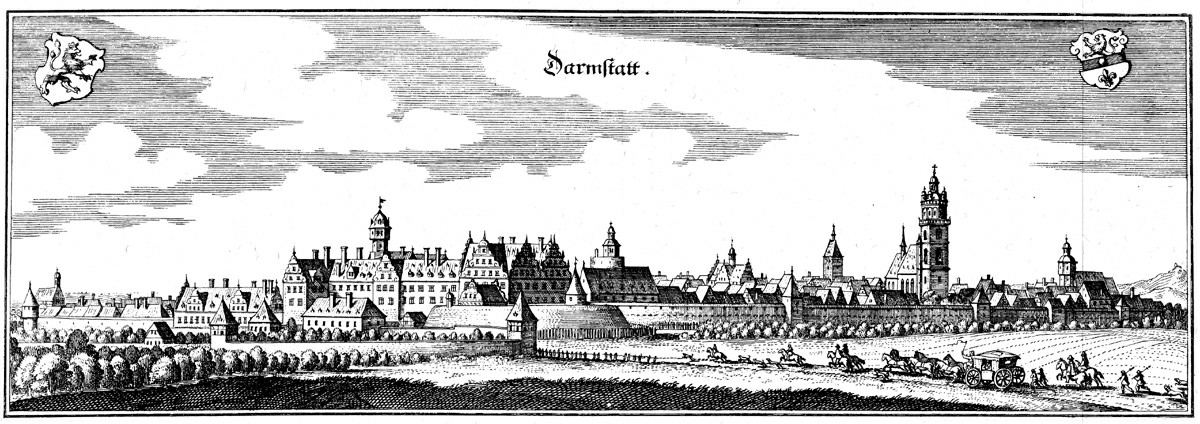
Darmstadt – Auszug aus der Topographia Hassiae von Matthäus Merian 1655

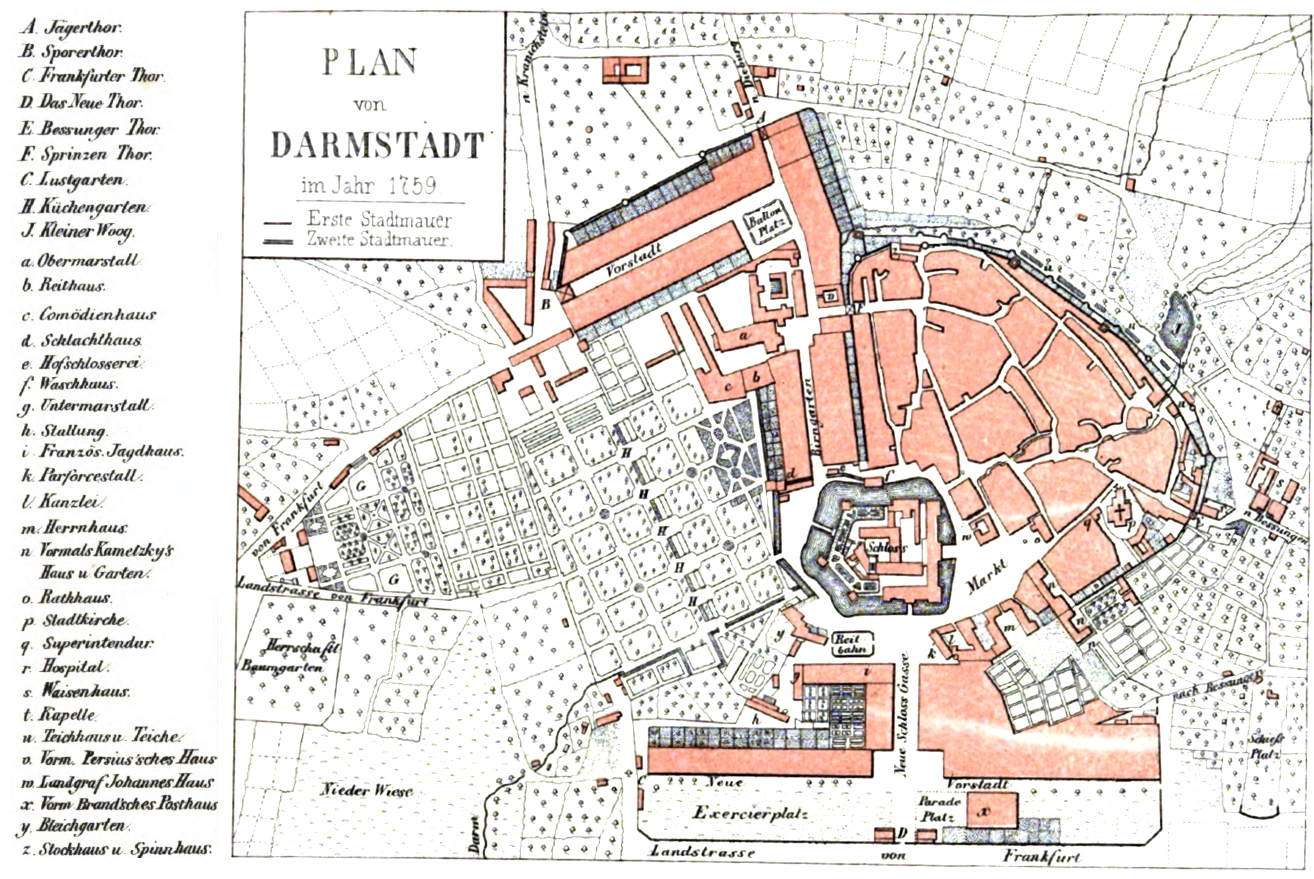
Ältester Stadtplan Darmstadts von ca. 1759 von (Kaspar Ludwig) Bettenhäuser. (Beachte: Hier ist Osten oben)

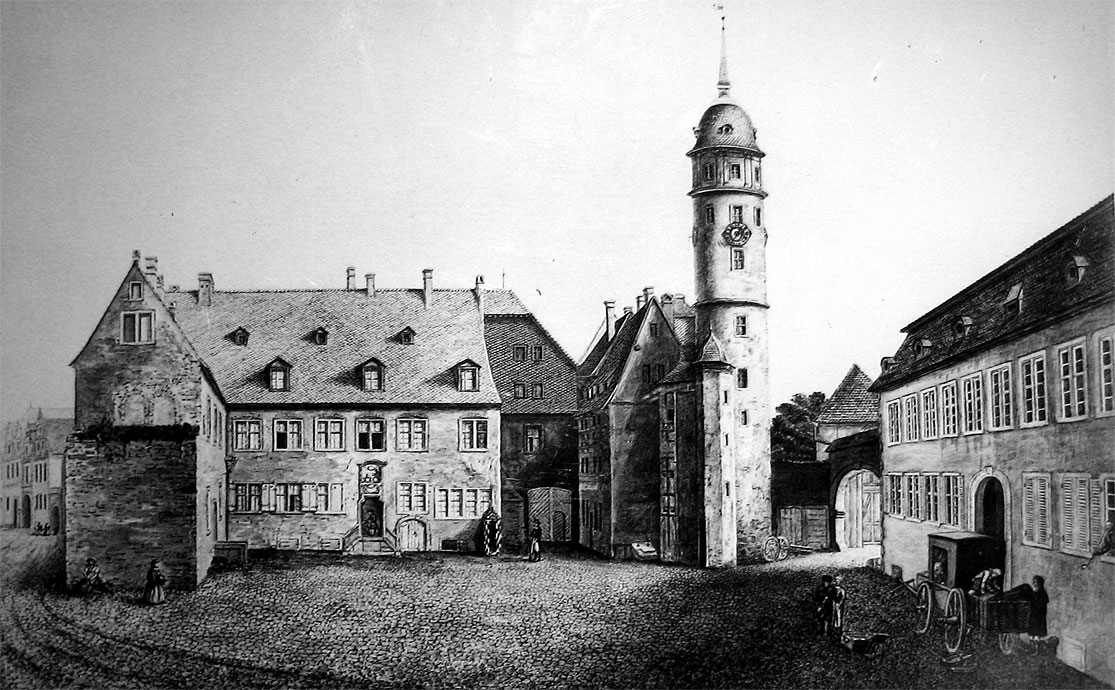
Fürstenhof, weißer Turm und Postamt um 1800

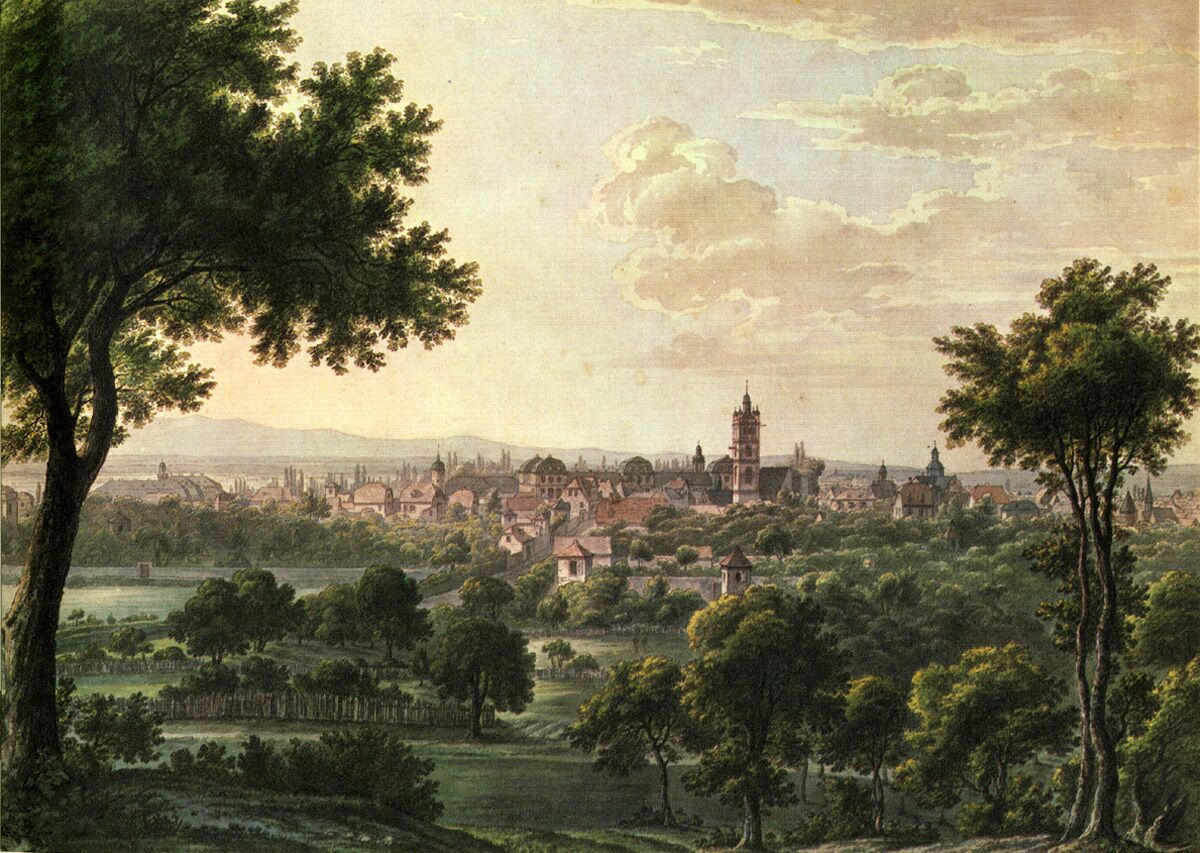
Darmstadt im Jahr 1816.
Ein Aquarell von Johann Heinrich Schilbach

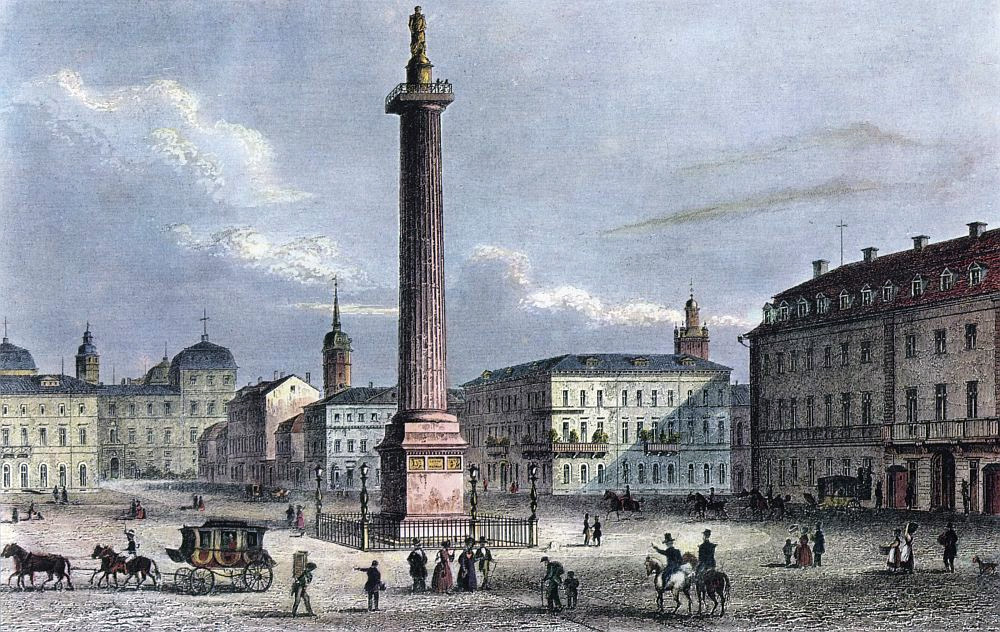
Ludwigsmonument um 1840

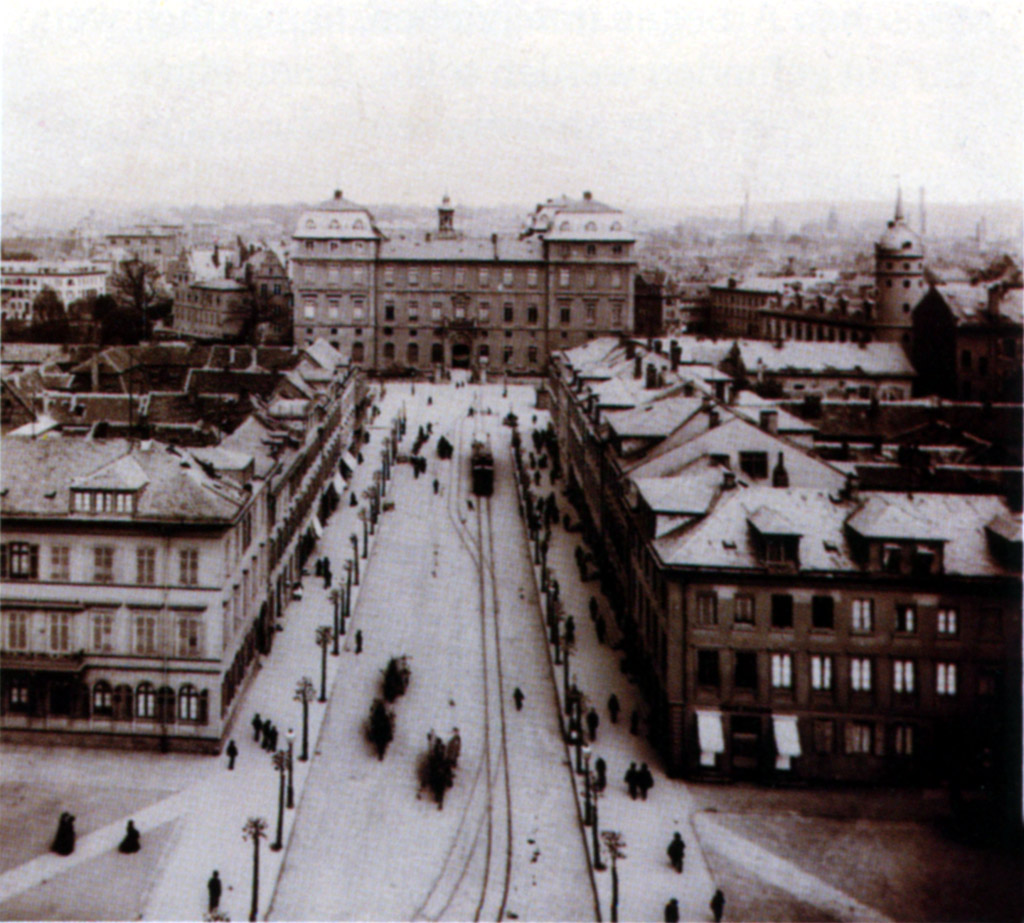
Darmstadt um 1866

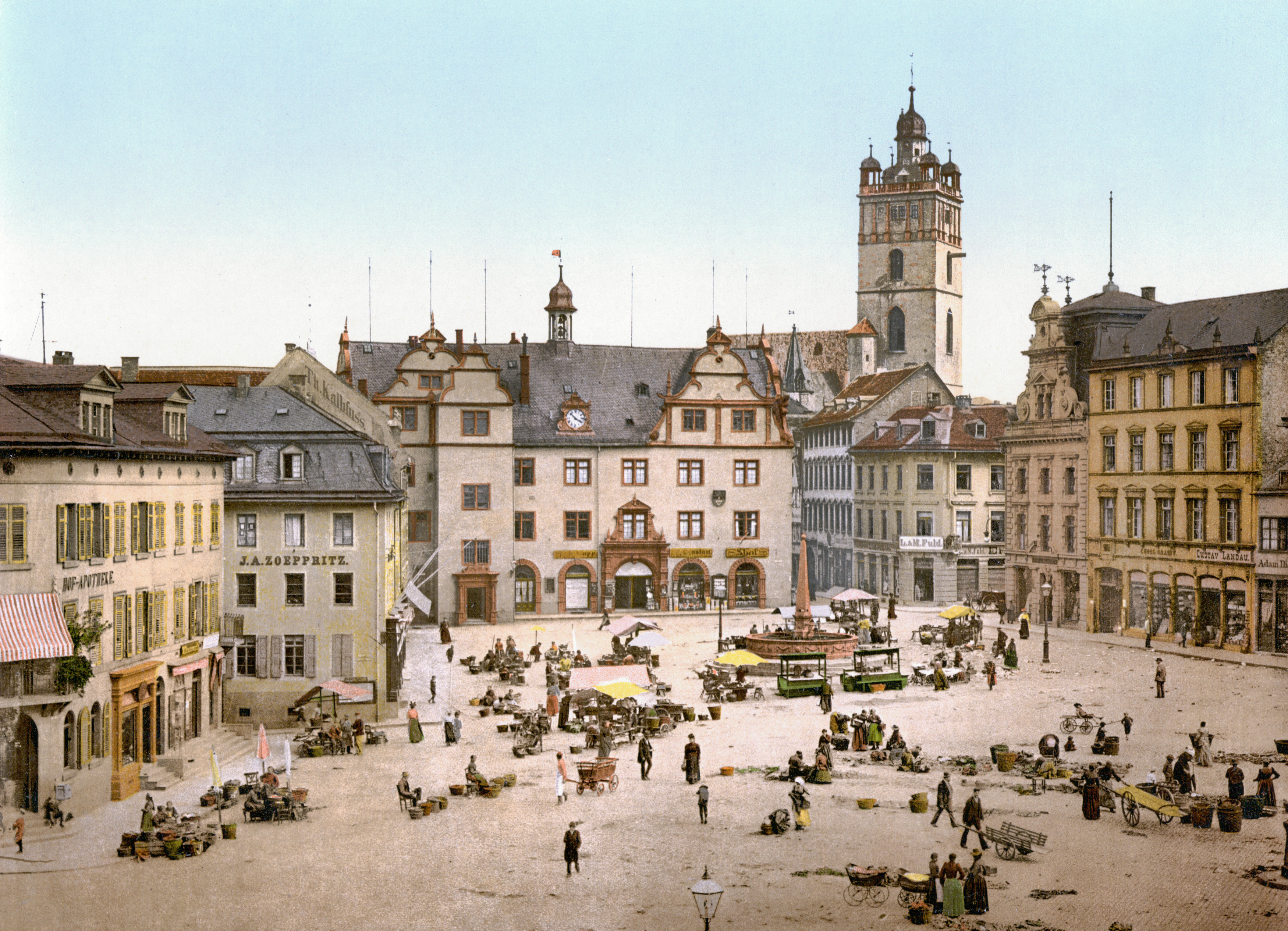
Darmstadt um 1900

Die Geschichte der Stadt Darmstadt umfasst die Entwicklungen auf dem heutigen Gebiet der hessischen Großstadt Darmstadt von der ersten Besiedlung bis zur Gegenwart. Die Stadt Darmstadt entstand im Mittelalter aus einer fränkischen Siedlung. Bereits im 13. Jahrhundert wurde sie zu einer Nebenresidenz der Grafen von Katzenelnbogen und fiel nach deren Aussterben 1479 an Hessen. Mit dessen Teilung im Jahr 1567 wurde Darmstadt Residenzstadt und politisches Zentrum der Landgrafschaft Hessen-Darmstadt, ab 1806 Hauptstadt des Großherzogtums Hessen und nach Ende des Deutschen Kaiserreichs ab 1918 Hauptstadt des Volksstaates Hessen. Erst mit der Gründung des Bundeslandes Hessen nach dem Zweiten Weltkrieg 1945 sank die politische und administrative Bedeutung der Stadt, da dem größeren und weit weniger zerstörten Wiesbaden der Vorzug als Landeshauptstadt gegeben wurde.

## Frühgeschichte (bis ca. 800 n. Chr.)
Ab der Jungsteinzeit bis ins erste Jahrtausend n. Chr. sind Siedlungsaktivitäten im Darmstädter Raum durch Bodenfunde, Gräber und Grabbeigaben dokumentiert. Diese frühe Besiedlungsgeschichte war im Gegensatz zu späteren Epochen stärker von geografischen Gegebenheiten bestimmt. Die naturräumlichen Grundlagen des Siedlungsraums sind durch dessen Lage im Bereich des oberrheinischen Gebirgssystems geprägt. Dessen nördlicher Ausläufer, der vor Darmstadt auslaufende Odenwald, geht nach Norden hin zur Ebene über, hat aber zum Westen hin einen ausgeprägten Rand. Zwischen diesem und dem im Westen fließenden Rhein bildete sich ein natürlicher Völkerweg, die Bergstraße. Neben der Lage des Gebietes am nördlichen Ende dieser Route und an weiteren günstigen, naturräumlich vorgegebenen Wegen waren die versandeten Mäander der alten Flussläufe von Rhein und Neckar, die sich ursprünglich in der Höhe von Trebur vereinigten, entscheidend. Sandablagerungen wurden bereits in der Eiszeit zu Dünen verweht, die noch heute an vielen Stellen den Übergang von der Rheinebene zum Odenwald bilden. Diese Dünen und Landzungen waren hochwassersicher und boten so die Möglichkeit einer dauerhaften Besiedlung.

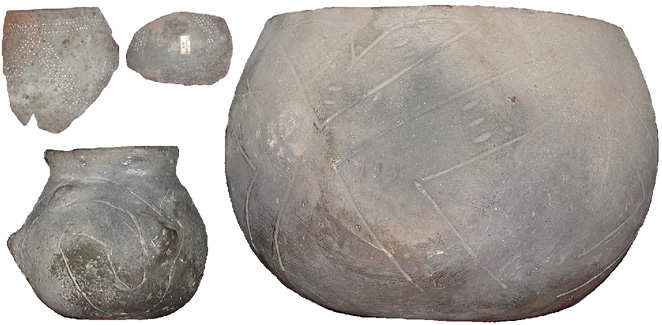
Bandkeramische Gefäße

Wenige Einzelfunde belegen eine menschliche Kultur ab dem fünften und vierten Jahrtausend v. Chr. Ackerbauern der Kultur der Bandkeramiker zogen aus der Wetterau herab und hinterließen einzelne Spuren. Auch die nachfolgende, die sogenannte Rössener Kultur, ist wahrscheinlich aus der Wetterau zugewandert. Die vom Süden her in geringer Dichte eingesickerte Michelsberger Kultur hinterließ die wenigsten Zeugnisse. Für alle drei neolithischen Ackerbaukulturen gilt, dass sich Bedeutung und Stellenwert wegen der geringen Funddichte schwer abschätzen lassen.
Ab etwa 2000 v. Chr. sind die wichtigsten Bevölkerungsgruppen des Übergangs zur Metallverarbeitung, die Schnurkeramiker und die Glockenbecherleute, nachweisbar. Erstere, auch Streitaxtleute genannt, dehnten sich von Thüringen kommend bis ins Maingebiet aus und verdrängten durch ihre wehrtechnische Überlegenheit die eingesessene Bevölkerung. Die von ihnen eingeführte Grabhügelbestattung ist nördlich von Arheilgen und in Kranichstein nachweisbar. Etwa gleichzeitig wanderten die Glockenbecherleute, für die erste Kupfergeräte typisch sind, aus Westeuropa ein. Die Interpretation zahlreicher Funde legt nahe, dass diese wiederum die Streitaxtleute aus dem Darmstädter Raum verdrängten. Ein bedeutendes Gräberfeld fand sich 1926. Der besterhaltene Tote, ein in der typischen Hockerstellung beigesetzter junger Mann, findet sich heute als „Ältester Darmstädter“ im Hessischen Landesmuseum Darmstadt.
Aus der frühen Bronzezeit, ungefähr von 1600 bis 1200 v. Chr., ist die Bevölkerungsgruppe der Hügelgräberbronzezeit durch ihre spezifische Bestattungsart – Beisetzung in gestreckter Form unter künstlichen Hügeln – in großer Zahl nachzuweisen. Reiche Keramik-, Schmuck- und Waffenfunde, unter anderem Bernsteinbeigaben von der Ostseeküste oder Armstulpen aus Schlesien, lassen eine erste Kulturblüte erkennen. Bei Wixhausen sind die ersten Hausspuren aus dieser Zeit gefunden worden.
Zu einem völligen Wandel des Kulturbildes kam es ab 1200 v. Chr. durch gesellschaftliche Umschichtungen. An die Stelle der vorherrschenden Weidewirtschaft trat der Ackerbau, Tote wurden fortan verbrannt, ihre Asche in Urnenfeldern beigesetzt. Die danach benannte Urnenfelderkultur hatte hohes technisches Können, was durch reichere Funde der Gebrauchskeramik und auch der Schmuck- und Waffenkunst belegt wird.

## Vom Dorf zur Stadt und zur Nebenresidenz der Grafen von Katzenelnbogen (ca. 800 bis 1479)
Hauptartikel: Grafschaft Katzenelnbogen

### Anfänge (ca. 800 n. Chr. bis 1330 n. Chr.)
Der Ort Darmstadt wurde vermutlich im 8. oder 9. Jahrhundert von den Franken gegründet. Von diesem Zeitpunkt an war das Gebiet zweifelsfrei durchgängig besiedelt. In die Geschichtsschreibung jedoch trat Darmstadt erst Ende des 11. Jahrhunderts: Graf Sigebodo, ein Angehöriger des Adelsgeschlechts der Reginbodonen, hatte Zinsabgaben über Darmundestat verfügt.
Zunächst gehörte Darmstadt zum Wildbann Dreieich. Nachdem das Dorf als Teil der Grafschaft Bessungen im Jahr 1002 in den Besitz des Bistums Worms und 1009 in den Besitz des Bistums Bamberg gefallen war, wurde es am 21. Juni 1013 dann schließlich ein Lehen des Bistums Würzburg, was Darmstadt bis zum Reichsdeputationshauptschluss 1803 blieb.
Mitte des 13. Jahrhunderts errichteten die Grafen von Katzenelnbogen bei Darmstadt eine Wasserburg. Zur Verteidigung siedelten sich südlich der Burg nach und nach Ritter an. Da die ursprüngliche, bäuerliche Bevölkerung östlich der Burg lebte, bildeten sich zwei vom Darmbach getrennte Siedlungskerne, die vermutlich ursprünglich auch getrennt verwaltet wurden.

### Verleihung der Stadtrechte und Mauerbau (1330 bis 1479)

Das Original der Stadtrechtsurkunde von Darmstadt liegt im Hessischen Staatsarchiv in Darmstadt

Am 23. Juli 1330 verlieh Kaiser Ludwig der Bayer Graf Wilhelm I. von Katzenelnbogen die Stadtrechte für Darmstadt. Diese Privilegierung galt dem Grafen ausschließlich persönlich, die Stadt selbst, weder ihre Bürger noch der ansässige ritterliche Adel, konnten daraus irgendeine Berechtigung ableiten. Mit dem damit verbundenen Marktrecht jedoch wuchs die Bedeutung der bis dahin eher unscheinbaren Siedlung rasant an und die gesamte Wirtschaft im Umkreis richtete sich auf den Darmstädter Markt aus, während Darmstadt selbst sich auf die älteren und größeren Städte Frankfurt am Main, Worms und Speyer ausrichtete.
Darmstadt liegt direkt am nördlichen Teil der Bergstraße, was der Stadt einen immensen wirtschaftlichen Vorteil gegenüber anderen Städten in der Region wie z. B. Reinheim verschaffte, die Darmstadt bald nach der Stadtrechtsverleihung in der politischen Bedeutung überflügelte. Zudem war Darmstadt wohl schon zur fränkischen Zeit vermutlich zumindest teilweise befestigt. Spätestens aber mit Errichtung der Wasserburg zogen die Grafen von Katzenelnbogen Darmstadt dem bis dato wichtigeren, ebenfalls direkt an der Bergstraße liegenden Bessungen vor. Die Kombination dieser beiden Faktoren, günstige Lage direkt an der Bergstraße sowie Befestigung durch eine Wasserburg, waren der Grundstein für den wirtschaftlichen und politischen Aufschwung, den die Stadt in der Katzenelnbogener Zeit erlebte.
In der Folgezeit nach Verleihung des Stadtrechts wurde nach und nach, zunächst nur der innere Ring der Stadtmauer gebaut, welche die Fläche des Stadtgebiets strikt begrenzte und so aufgrund des bald entstehenden Raummangels in der stetig wachsenden Stadt dafür sorgte, dass die beiden Siedlungskerne sukzessive zusammenwuchsen. Bis zur Vollendung der Stadtmauer mit innerem und äußerem Ring vergingen rund hundert Jahre.
Die Selbstverwaltung der Stadt wurde durch ein vierzehnköpfiges Schöffengericht unter Vorsitz eines Schultheiß gewährleistet. Diese eher ungewöhnliche Zahl für eine Bürgervertretung (üblich waren Vertreterzahlen mit religiösen Bezügen wie sieben oder zwölf) deuten auf die große gesellschaftliche Distanz zwischen dem bäuerlichen Ober- und dem adligen Unterdorf. Anzunehmen ist, dass ursprünglich nur sieben Schöffen das Oberdorf verwalteten und diese Zahl bei Gründung des Unterdorfs als Wohnraum für die Burgmannen schlicht verdoppelt wurde.
Die Stadtverwaltung war fest in der Hand weniger Familien, die ihr Amt auf Lebzeit innehatten und meist von Familienmitgliedern beerbt wurden. Es gibt einige Anzeichen, dass diese Ordnung zu Spannungen im Dorf führte. Offenbar fühlte die Bürgerschaft ihre Interessen auf diese Weise nicht ausreichend vertreten. Um den Willen der Bürgerschaft Rechnung zu tragen, ordnete Graf Philipp der Ältere von Katzenelnbogen 1457 an, dass die Größe der Stadtverwaltung nochmals um vierzehn Personen, die allesamt aus der Gemeinde gewählt werden sollten, erweitert werde. Der Einfluss des bereits existierenden Schöffengerichts war aber offensichtlich so groß, dass diese Anordnung nur in abgeschwächter Form Realität wurde, indem das Amt des „Vierers“ eingeführt wurde. Dieses, wie der Name schon andeutet, aus vier Personen bestehende Gremium war fortan die Interessensvertretung der Bürgerschaft. Sie wurden direkt von den Bürgern gewählt.
Im Laufe des 14. und 15. Jahrhunderts bauten die Grafen von Katzenelnbogen die Burg immer wieder aus und um, bis sie schließlich Mitte des 15. Jahrhunderts zu einem repräsentativen Schloss geworden war. Darmstadt wurde Katzenelnbogener Nebenresidenz und erlebte eine erste Hochphase seiner Entwicklung, während der Gräfin Else von Katzenelnbogen 1385 auf ihrem Witwensitz eine „fürstliche“ Hofhaltung begründete. Nach dem frühen Tod Graf Philipps des Jüngeren im Februar 1453 im Darmstädter Schloss führte seine Witwe, Gräfin Ottilie, den Hof mit zwei Köchen, zwei Bäckern, einem Hofmetzger, Falknern, Hundeführern, Vogelstellern, Otternfängern, einem Wappenmeister und vielen Hofmusikern.
1479 starb das Geschlecht der Grafen von Katzenelnbogen aus, Darmstadt fiel an Heinrich III. von Hessen und stagnierte für Jahrzehnte. Die gesellschaftliche Struktur entsprach trotz Schloss und Stadtmauer immer noch eher dem eines ackerbürgerlichen Dorfes. Davon zeugt auch die Geschichte der Fürstlichen Hofmeierei, des Hofgutes Oberfeld in Darmstadt.

## Landgrafschaft Hessen (1479 bis 1806)
Hauptartikel: Landgrafschaft Hessen-Darmstadt

### Die letzten Jahre eines einheitlichen Hessens (1479 bis 1567)
Nach dem Tod des letzten Grafen von Katzenelnbogen fiel Darmstadt an Landgraf Heinrich III. von Hessen. Darmstadt sank dadurch im Ansehen von einer bedeutenden Nebenresidenz zu einem kleinen Vorposten fernab des hessischen Machtzentrums Kassel. Das bedeutendste Ereignis dieser frühen Phase in der Landgrafschaft dürfte die Bestätigung sämtlicher Stadtprivilegien durch Landgraf Wilhelm III. am 10. August 1489 sein. Entgegen der bisherigen Regelung war Stadt- und Marktrecht nun nicht mehr an den herrschenden Grafen gebunden, sondern stand unter der Verwaltung der Stadt selbst. Als Gegenleistung musste die Stadt den Landgrafen wirtschaftlich unterstützen, so zum Beispiel als Sicherheit bei Schuldnern. Die zeitweise schlechte Finanzlage der Landgrafschaft wurde so zum Teil auf Darmstadt abgewälzt, das durch diese Schulden wirtschaftlich niederging.

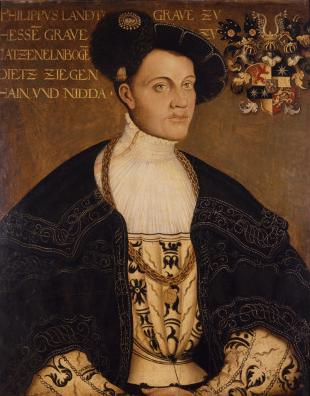
Philipp der Großmütige

Einschneidende Veränderungen für Darmstadt begannen mit dem Regierungsantritt von Landgraf Philipp dem Großmütigen im Jahre 1518. Im selben Jahr griff Franz von Sickingen die Stadt an. Die noch relativ junge Stadtmauer erwies sich dabei als technisch hoffnungslos veraltet und konnte der Belagerung nicht lange standhalten. Dabei wurde das Schloss das erste Mal zerstört und die Stadt war in der Folgezeit damit beschäftigt, die zerstörten Gebäude wieder aufzubauen. Dabei stellte man jedoch nur den Status, wie er vor dem Angriff herrschte, wieder her und verzichtete fatalerweise auf eine umfassende Modernisierung der Verteidigungsanlagen. So konnte Darmstadt nur wenige Jahre später, 1547, im Rahmen des Schmalkaldischen Krieges von kaiserlichen Truppen erstürmt werden. Dabei wurden große Teile des Schlosses und der Stadt erneut zerstört.
Eine der Ursachen dieses Krieges war die Kirchenspaltung. Landgraf Philipp der Großmütige hatte 1527 in Hessen die Reformation eingeführt und sich damit die Ächtung Kaiser Karls V. eingehandelt. Die Folgen dieser Auseinandersetzung ließen Darmstadt weiterhin stagnieren, obgleich Landgraf Philipp deutlich mehr als seine Vorgänger bemüht war, Darmstadts Wirtschaftskraft zu stärken. Auch die politische Bedeutung nahm wieder zu, mehrere Konferenzen und diplomatische Verhandlungen fanden in der Regierungszeit Philipps in Darmstadt statt.
Innenpolitisch existierte nach wie vor ein großer Unterschied zwischen der städtischen Verwaltung und der Bürgerschaft. Viele Ämter wurden zweifach vergeben. So gab es zum Beispiel immer zwei Bürgermeister, einen sogenannten „Ratsbürgermeister“ (später Oberbürgermeister), der von den Ratsmitgliedern für ein Jahr gewählt wurde, und einen „jüngeren“ Bürgermeister oder auch Unterbürgermeister, der von der Bürgerschaft ebenfalls für ein Jahr gewählt wurde. Nach wie vor existierten also Spannungen zwischen dem Stadtrat und der Bürgerschaft, die sich im Rat nicht ausreichend vertreten sah.

### Gründungsphase von Hessen-Darmstadt (1567 bis 1596)

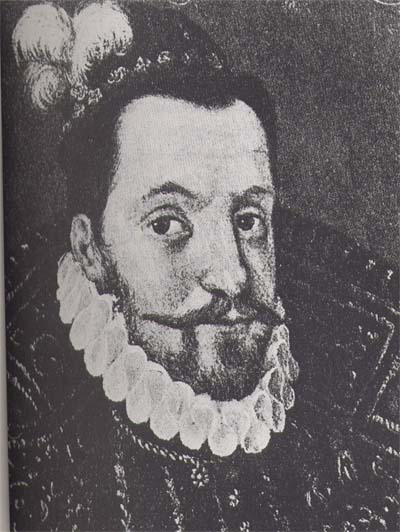
Landgraf Georg I.

Als Landgraf Philipp der Großmütige 1567 starb, wurde Hessen unter seinen vier Söhnen aufgeteilt. Landgraf Georg I. (der Fromme) gründete daraufhin die hessische Seitenlinie Hessen-Darmstadt und machte aus dem einstigen Außenposten Darmstadt eine ansehnliche Residenzstadt.
Zunächst noch unter der Vormundschaft seines Bruders Ludwig IV. von Hessen-Marburg wurde der Wiederaufbau des Schlosses und der Bau des neuen Rathauses beendet sowie eine Handwerks- und Gewerbeordnung erlassen.
Georg selbst konsolidierte dann den Haushalt, ordnete die Verwaltung neu, reformierte und zentralisierte die Gerichtsbarkeit und baute die Stadt massiv aus. So entstand ab 1590 die alte Vorstadt in der Magdalenenstraße. Auch das Schloss wurde weiter ausgebaut.
Außenpolitisch erlebte Darmstadt positive Zeiten und blieb in der Regierungszeiten Georgs I. von Kriegen verschont. Dadurch wuchs die Wirtschaft, der Wohlstand und die Bevölkerung der Stadt rasch an. Er machte den Schulbesuch zur Voraussetzung der Konfirmation und führte somit de facto die Schulpflicht ein. 1591 schließlich besiegelte er nach langjährigen, am Ende gescheiterten Verhandlungen mit seinen Brüdern mit der Inkraftsetzung des von seinem Kanzler Johann Kleinschmidt ausgearbeiteten Landrechts die endgültige Teilung und Souveränität Hessen-Darmstadts von den anderen ehemaligen hessischen Gebieten Philipps des Großmütigen. Damit wurde auch Darmstadt unwiederbringlich zur dauerhaften Hauptstadt des Herrschaftsgebiets von Georgs Dynastie, selbst als später große Teile des ursprünglichen Hessens unter der Herrschaft der Großherzöge wieder vereint wurden.
Spätestens ab 1582 vergrößerten sich aber auch die gesellschaftlichen Spannungen in der Stadt, als die Bevölkerung von der Hexenhysterie erfasst wurde, in deren Folge etwa 40 Frauen und ein Junge namens Wolf Weber als Hexen verurteilt und hingerichtet wurden. Ebenfalls in diesem Jahrzehnt kam es zu wiederholten Ausbrüchen der Pest, an der allein 1585 mehr als 10 % der Stadtbevölkerung starben.
Letzteres veranlasste Georg allerdings auch dazu, erste Elemente eines Sozialsystems entstehen zu lassen, indem er 1592 ein städtisches Armenhaus einrichten und ab 1594 im Schloss Waisenkinder unterrichten ließ.
Trotz der Hexenverfolgungen und der Pestwelle verdoppelte sich die Einwohnerzahl in Georgs Amtszeit.

### Dreißigjähriger Krieg, Pest und Hungersnöte (1597 bis 1661)
Georgs Sohn und Nachfolger Ludwig V. (der Getreue) führte zunächst die Ausbauarbeiten und Neubauten, die sein Vater begonnen hatte, fort, so dass Darmstadt weiter wuchs. Der ab 1604 beginnende Erbstreit mit Hessen-Kassel um das Erbe von Hessen-Marburg, vor allem aber der Ausbruch des Dreißigjährigen Krieges 1618 trafen Darmstadt jedoch hart und führten die Stadt durch mehrere Krisen.
Ab 1630 verschärfte sich dies noch, nachdem Landgraf Wilhelm V. von Hessen-Kassel sich im Rahmen des Krieges mit dem schwedischen König Gustav Adolf verbündete. Da der Darmstädter Landgraf, mittlerweile Ludwigs Sohn Georg II., auf der Seite des Kaisers stand, unterstützten die Schweden Hessen-Kassel im Streit um das Marburger Erbe. Dies wiederum rief den Kaiser auf den Plan, der nun seinerseits Georg II. zu Hilfe eilte. Georg verließ daraufhin Darmstadt nach Gießen, weil er sich dort besser geschützt glaubte. Er kehrte erst 1649, nach Ende des Krieges, zurück.

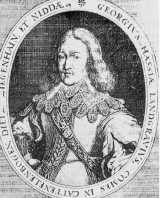
Landgraf Georg II.

Mit dem Regierungsantritt Georgs II. 1626 veränderte sich auch die Lage der in der Stadt ansässigen Minderheiten, vor allem der Juden. Bisher zwar wie überall im Reich diskriminiert, hatten sie dennoch seit der Regierungszeit Georgs I. verbriefte Rechte und durften relativ problemlos ihrem jeweiligen Gewerbe nachgehen. Der Krieg jedoch verschärfte das Verhältnis zwischen den Juden und Christen, da in der angespannten wirtschaftlichen Lage die Juden zur unliebsamen Konkurrenz wurden.
Umgehend nach Regierungsantritt forderte Georg II. alle Juden auf, das Land zu verlassen. Unterstützt wurde er vom Stadtrat, der die „Abschaffung der Juden“ forderte, woraufhin Georg den Juden eine Frist bis zum 1. August 1627 setzte, nach der kein Jude sich mehr „zu Darmstadt sehen lassen“ sollte. Unterstützt von einem Urteil des Reichskammergerichts, das ihren Rechtsstand bestätigte, wehrten sich die Juden jedoch erfolgreich gegen die Vertreibung, so dass auch Georg ihnen mit der Judenordnung vom 20. Februar 1629 ihre Rechte wieder zugestand, wenn auch mit starken Einschränkungen.
Nachdem bereits im Winter 1632/33 erneut die Pest in Darmstadt ausgebrochen war und bis 1635 mehr als 2000 Opfer forderte, besetzten im gleichen Jahr zunächst die Franzosen kampflos die Stadt für einige Wochen, wobei sie große Schäden anrichteten, die umgebenden Dörfer plünderten und teilweise niederbrannten. Auch die Felder wurden verwüstet. Es kam zu Hungersnöten. 1639 wurde die Stadt erneut eingenommen, diesmal von bayrischen Truppen, wieder wurde die Stadt verwüstet.
Während der Landgraf im sicheren Gießen weilte, spitzte sich die Lage in Darmstadt immer weiter zu. Flüchtlinge aus den umliegenden Dörfern flohen in die vermeintlich sicheren Stadtmauern und boten so der Pest neuen Nährboden. Im April 1647 zogen erneut französische Truppen kampflos in die Stadt ein. Ihre Versorgung brachte Darmstadt an den Rand des Ruins, so dass sogar der Stadtrat schon ganz offiziell den nahenden Untergang des verarmten Bürgers voraussagte. Die gute Lage an der Bergstraße, die einst den Aufstieg Darmstadts begünstigt hatte, wurde der Stadt nun zum Verhängnis, da die ständig durchziehenden Truppen sich in der Stadt einquartierten und wirtschaftlich an den Rand der Belastungsgrenze führten.
Erst mit Ende des Krieges durch den Westfälischen Frieden begann Darmstadt sich langsam wieder zu erholen. Die unmittelbare Nachkriegszeit war geprägt vom langsamen Wiederaufbau und kleinlichen Besitzstreitigkeiten zwischen Landgraf und Stadtrat. Letzterer fühlte sich vom Landgraf immer stärker in seinen Rechten beschnitten, ein Vorgeschmack des kurz bevorstehenden Absolutismus.

### Frieden und erneuter Aufschwung (1661 bis 1688)

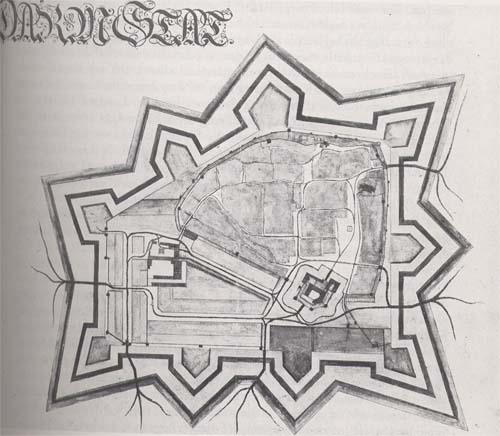
Nicht realisierter Plan zum Ausbau Darmstadts als Sternschanzenfestung

Mit Ludwig VI. kehrte ab 1661 nicht nur eine Zeit des Friedens, sondern auch des wirtschaftlichen Aufschwungs zurück. Die Bautätigkeiten stiegen wieder an und Wohlstand verbreitete sich. Da Georg II. 1659 der Rheinischen Allianz beigetreten war, kam es immer wieder zu außenpolitischen Spannungen, die eine Verbesserung der Darmstädter Verteidigungsanlagen notwendig erscheinen ließen. So ließ Ludwig Pläne ausarbeiten, Darmstadt zu einer Sternschanzen-Festung umzubauen. Letztendlich wurden aber nur kleinere Verbesserung an der Stadtverteidigung vorgenommen.
Ludwig führte die von seinem Vorgänger begonnene Vergrößerung der fürstlichen Privilegien fort. Die nahezu vollständige Entmachtung des Zentgerichts schränkte die Rechte der Stadtverwaltung stark ein. Noch schwerer wog die Festsetzung eines Auswahlrechts des Landgrafen bei jeder Wahl des Stadtrats. Der Landgraf konnte frei wählen, welchen vorgeschlagenen Kandidaten er bestätigte, die Wahl seitens der Ratsmitglieder wurde dadurch überflüssig. Mit einem später noch eingeführten Vorschlagsrecht bestimmte der Landgraf faktisch die Besetzung des Stadtrats vollständig.
Ludwig VI. starb am 24. April 1678. Da sein Sohn und Nachfolger Ludwig VII. nur wenige Monate danach einer Ruhrinfektion erlag und der nächste in der Erbfolge, Landgraf Ernst Ludwig, erst 10 Jahre alt war, übernahm dessen Mutter, Elisabeth Dorothea von Sachsen-Gotha-Altenburg die Regierungsgeschäfte. Sie führte die positive Entwicklung der Stadt durch ihren verstorbenen Ehemann fort und ließ unter anderem die Vorstadt zu Ende bauen.

### Absolutistische Verhältnislosigkeit, wirtschaftlicher Niedergang und erste kulturelle Blüte (1688 bis 1790)

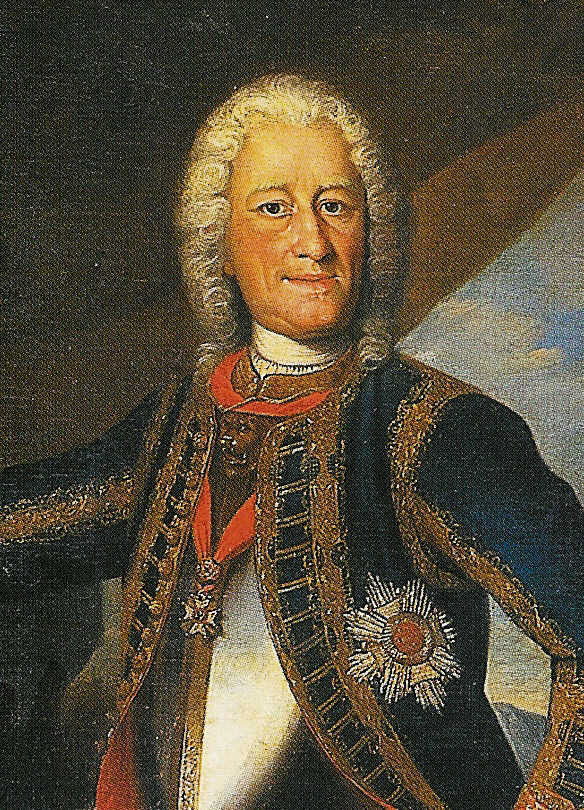
Landgraf Ernst Ludwig von Hessen-Darmstadt

Als Ernst Ludwig schließlich 1688 die Regierungsgeschäfte selbst übernahm, verschlechterte sich die außenpolitische Lage. Wieder drohte es zu Erbstreitigkeiten zu kommen, so dass Ernst Ludwig die nach wie vor schlecht geschützte Stadt verließ und wie schon Georg II. von Gießen aus regierte. Er versuchte, in seinem Staat die Prinzipien des Absolutismus durchzusetzen, was für Darmstadt bedeutete, dass die Rechte des Stadtrats weiter eingeschränkt wurden.
1693 griffen die Franzosen Darmstadt an und zerstörten den Burgfried des Schlosses und Teile der um den Weißen Turm liegenden Stadtmauer. Genau dort ließ Ernst Ludwig ab 1695 die „neue Vorstadt“ bauen. Darmstadt wandelte sich nun endlich auch strukturell von der Ackerbürgerstadt zur Residenzstadt.
1698 entspannte sich die außenpolitische Lage und Ernst Ludwig kehrte mit seinem Hof nach Darmstadt zurück. Schon einige Zeit vorher hatte er damit begonnen, die Stadt weiter auszubauen. Darüber hinaus ordnete er auch den Bau zahlreicher repräsentativer Gebäude an. Nachdem 1715 die Kanzlei des Schlosses abgebrannt war, ließ Ernst Ludwig von Louis Remy de la Fosse, der bereits die Orangerie in Bessungen entworfen hatte, ein neues Barockschloss mit vier großen Flügeln planen, das das alte Schloss komplett ersetzen sollte. Aus Geldnot wurden bis 1726 jedoch nur zwei Flügel fertiggestellt.
Darüber hinaus führte Ernst Ludwig zahlreiche politische Reformen durch. Er plante die Ansiedlung von Hugenotten, erlaubte – trotz erheblichen Widerstands des Stadtrats – den Juden die Ausübung von Gottesdiensten und später sogar die Einrichtung einer Synagoge, und selbst den Katholiken wurde zeitweise die Abhaltung von Privatgottesdiensten erlaubt, ein Hauch von Aufklärung mitten im Absolutismus.
Jedoch regierte Ernst Ludwig auch weit über seine Verhältnisse und führte das Land nahezu in den Ruin. Am Ende seines Lebens war die Finanzlage so katastrophal, dass der Landgraf sogar Alchemisten beschäftigte, die für ihn Gold aus Blei erzeugen sollten. Freilich verursachte dies nur noch weitere Kosten. Bei seinem Tod 1739 beliefen sich die Staatsschulden auf über 4 Millionen Gulden.

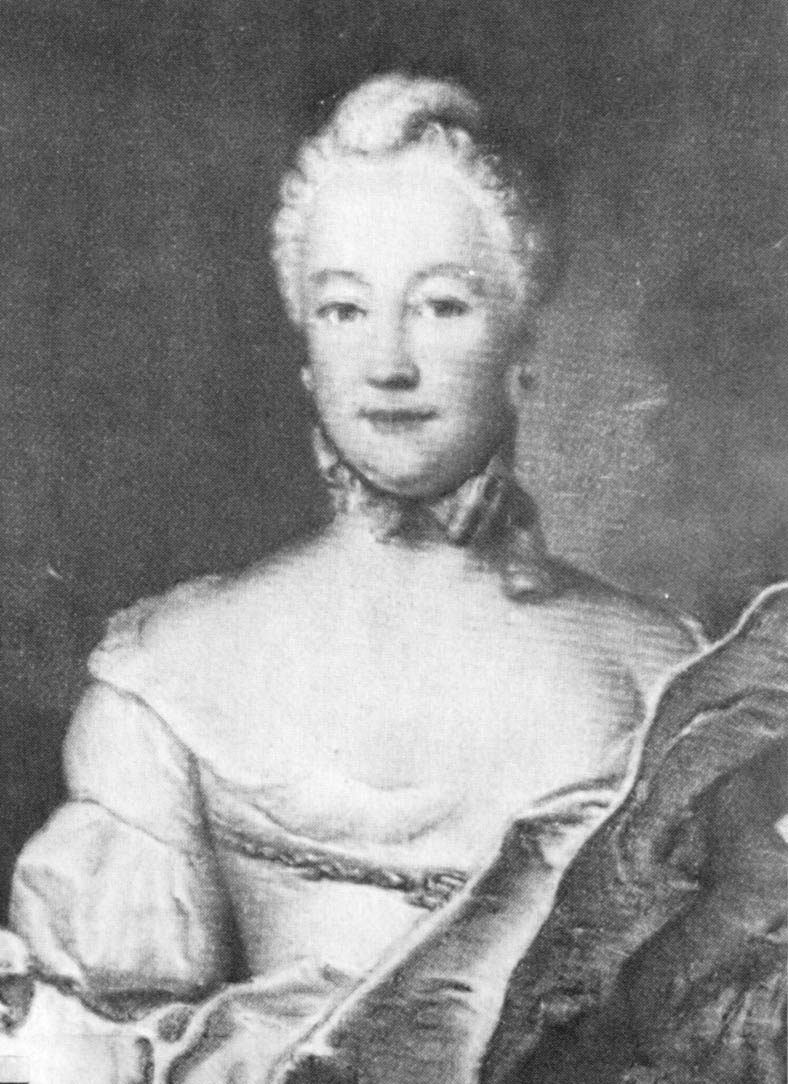
Karoline von Hessen

Ernst Ludwigs Nachfolger Ludwig VIII. stoppte den weiteren Ausbau der Stadt größtenteils. Allerdings weitete er mit großen finanziellen Aufwendungen den Jagdapparat aus. Schon Ernst Ludwig hatte mit seiner Jagdleidenschaft große Summen verschwendet und große Teile des Grundbodens unbrauchbar gemacht. Mit Ludwig VIII. wurde dies noch verstärkt und ruinierte die Staatsfinanzen nur noch weiter, von der weiteren Zerstörung großer Grundflächen, die dadurch für den Ackerbau unbrauchbar wurden, ganz zu schweigen.
Ludwig IX., der 1768 das Amt des Landgrafen antrat, verordnete dem Land einen rigorosen Sparkurs. Für Darmstadt war die Regierungszeit Ludwigs IX. eine Zeit der Reformen und der politischen Bedeutungslosigkeit, da Ludwig den Regierungssitz nach Pirmasens verlegte, wo er bereits seit 1741 als Graf von Hanau-Lichtenberg residiert hatte.
Ludwigs Ehefrau, Karoline von Hessen-Darmstadt, die im Gegensatz zu ihrem Ehemann häufig in Darmstadt residierte, sorgte für die erste kulturelle Blüte Darmstadts. Sie scharte ab 1771 den sogenannten „Kreis der Empfindsamen“ um sich, dem unter anderem auch der junge Goethe angehörte. Dieser verlieh ihr den Ehrentitel Die große Landgräfin.
Der Landgraf investierte dagegen einen Großteil des Staatshaushalts in das Militär. Für dessen Belangen nahm er kaum Rücksicht auf die schwierige Finanzlage und ließ bspw. ein erst 1769 fertiggestelltes Exerzierhaus in Darmstadt 1771 wieder einreißen, um ein neues, noch größeres errichten zu lassen. Im Gegenzug verringerte er die Hofhaltung massiv, verkaufte die Jagdschlösser seiner Vorfahren und schränkte den Musik- und Theaterbetrieb ein. Darmstadt besuchte er nach 1772 kaum noch, sondern regierte mit schriftlichen Dekreten von Pirmasens aus.
Die Lage der Stadt war am Ende des 18. Jahrhunderts desolat:

„Bei Antritt der Regierung des jetzigen Fürsten [ Großherzog Ludwig I. von Hessen-Darmstadt ], im Jahre 1790, war sie [die Stadt Darmstadt] noch ein unbedeutendes, altfränkisches und schmutziges Städtchen von höchstens 700 unansehnlichen Häusern, an welcher Residenz, sonderbar genug, die Landstraße v o r b e i f ü h r t e.“

## Großherzogtum Hessen (1806 bis 1918)
Hauptartikel: Großherzogtum Hessen

### Ende der Landgrafschaft und Beginn des Großherzogtums (1790 bis 1815)

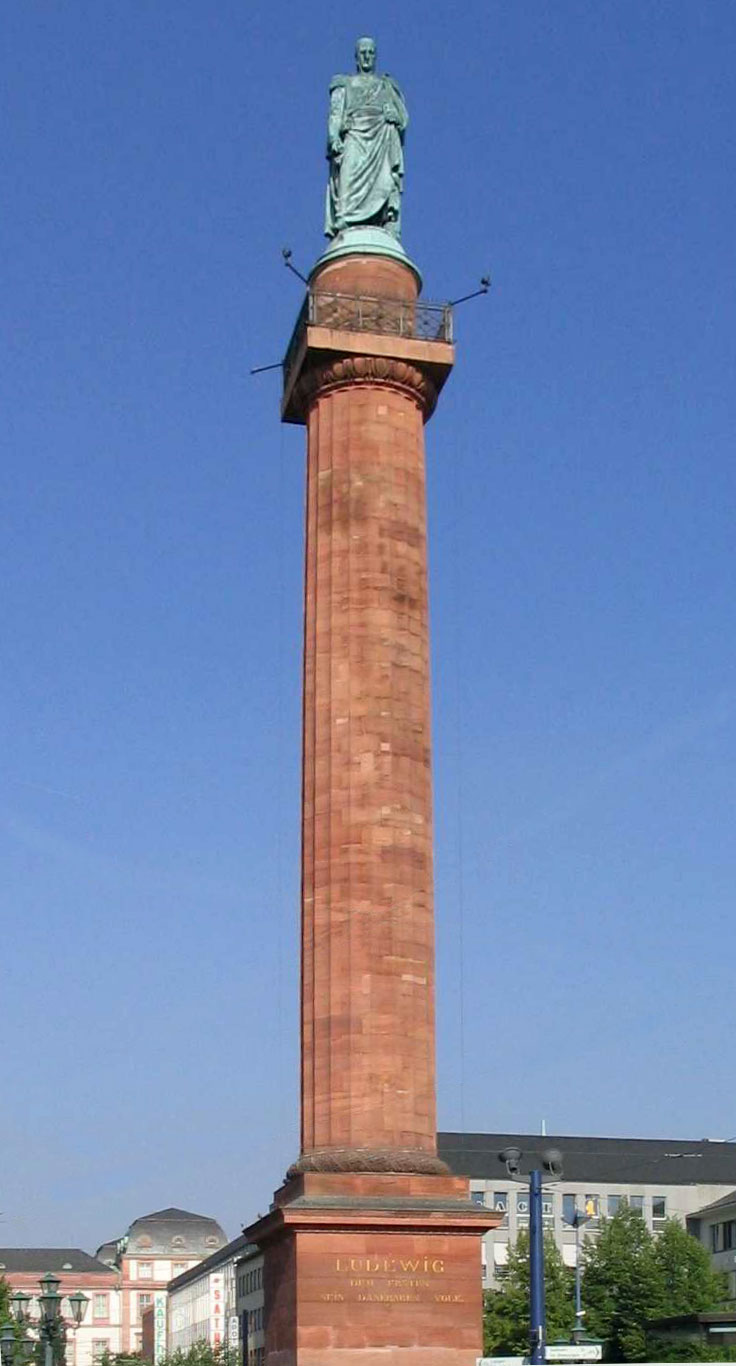
Ludwigsmonument zu Ehren von Großherzog Ludwig I.

Ludwig X. übernahm 1790 die Herrschaft und verlegte den Regierungssitz wieder nach Darmstadt. Der Aufklärung verpflichtet gestattete er gleich zu Beginn seiner Amtszeit den Katholiken wieder die freie, uneingeschränkte Ausübung ihrer Religion. Einige Jahre später gestattete er zudem den Juden den Erwerb von Grundvermögen. 1796 erhielt der erste Jude das Bürgerrecht.
Mit dem Reichsdeputationshauptschluss 1803 gewann Hessen-Darmstadt große Gebiete hinzu. 1806 trat Landgraf Ludwig dem Rheinbund bei und wurde von Napoleon I. zum Großherzog ernannt. Seitdem nannte er sich Ludewig I. von Hessen-Darmstadt und bei Rhein.
Unter dem ersten Großherzog nahm das Bevölkerungswachstum stark zu und Georg Moller begann 1810 mit der Errichtung der „Mollerstadt“ westlich des Schlosses, die schnell von der sozial besser gestellten Bevölkerung bezogen wurde, während die Altstadt verarmte und verelendete. Moller baute auch einige repräsentative Bauwerke wie das Hof-Operntheater am Herrngarten, das heutige Hessische Staatsarchiv Darmstadt und die Ludwigskirche.

### Vormärz und Industrialisierung (1815 bis 1871)

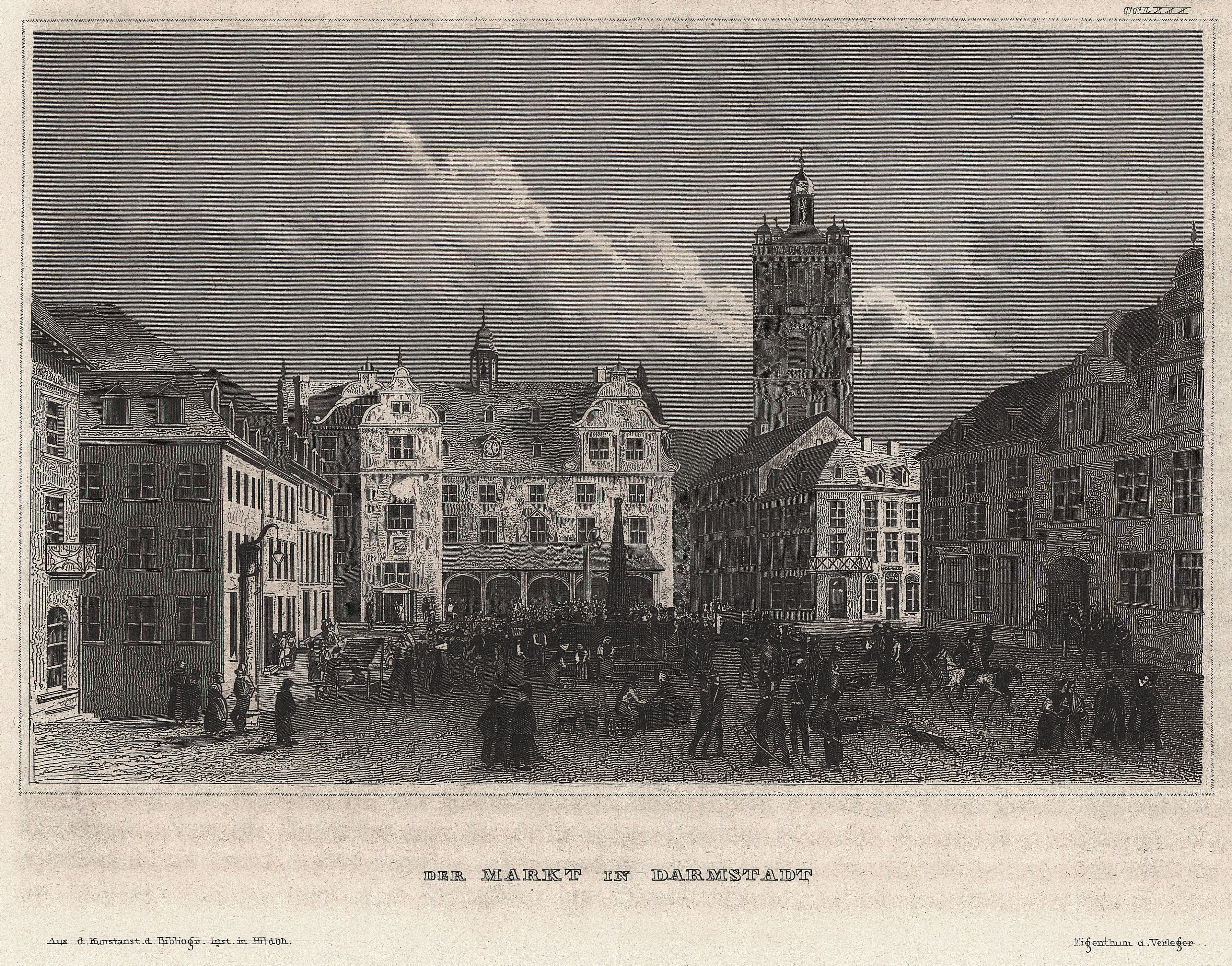
Der Darmstädter Markt um 1840

Großherzog Ludewig I. hielt zunächst am Absolutismus fest, führte aber 1820 eine landesständische Verfassung ein, in der ein Zweikammersystem eingeführt und der Schuldenabbau als ein Verfassungsziel definiert wurde. Das Wahlsystem war kompliziert und noch weit von den Vorstellungen einer Demokratie entfernt. Wahlberechtigt war, wer männlich, mindestens 25 Jahre alt war und wenigstens 20 Gulden direkte Steuern zahlte. Das waren etwa 15 % der Bürger Darmstadts, die erst eine Gruppe von Bevollmächtigten wählten, die dann wiederum Wahlmänner bestimmten, welche die eigentliche Wahl tätigten. Erschwerend hinzu kam, dass man nur dann Abgeordneter im Landtag werden konnte, wenn man wenigstens 100 Gulden direkte Steuern zahlte. In Darmstadt waren das nicht mehr als 20 Personen.

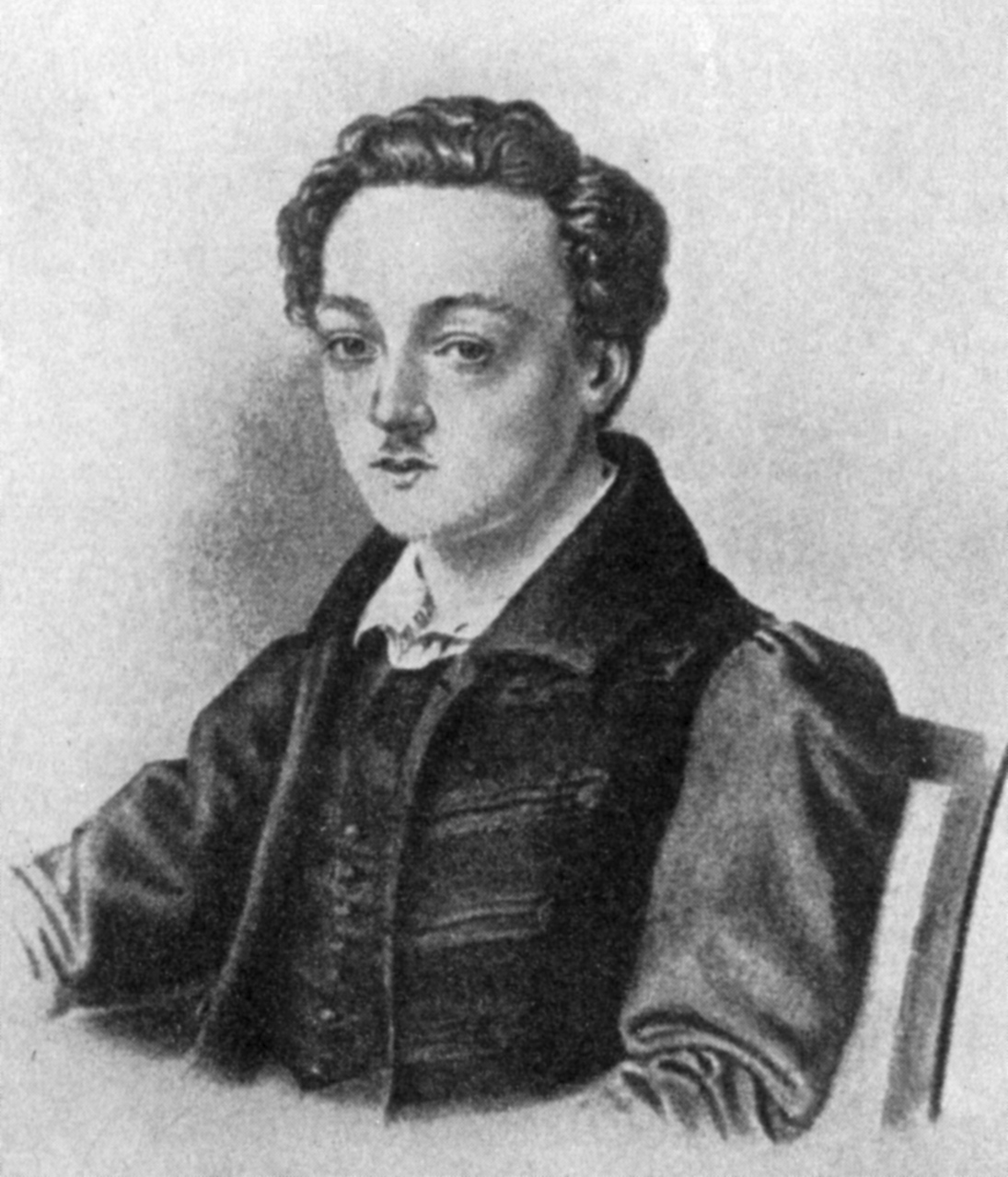
Georg Büchner

Dennoch schien der Großherzog damit zunächst die Auswirkungen des Vormärz abdämpfen zu können. Mit Regierungsantritt seines Sohnes Ludwig II. im Jahr 1830 jedoch setzten sich die revolutionären Ideen auch in Darmstadt mehr und mehr durch.
Die zunächst unpolitischen Zeitungen wandten sich immer mehr der Tagespolitik zu, bis im Juni 1834 der von Georg Büchner verfasste und von Friedrich Ludwig Weidig überarbeitete Hessische Landbote in Druck ging, in dem die großherzogliche Regierung und der Adel scharf kritisiert und mit der berühmten Parole „Friede den Hütten! Krieg den Palästen!“ zur Revolution aufgerufen wurde.
Der ungeliebte Großherzog Ludwig II. versuchte mit Nostalgie von der nach wie vor guten Reputation seines Vaters im Volk zu profitieren und ließ zu seinem Gedenken ein gewaltiges Monument auf dem Luisenplatz errichten, das Ludwigsmonument, im Volksmund „Langer Ludwig“ genannt. Auf dem Höhepunkt dieser Phase des Lokalpatriotismus wurde gar der Vorschlag gemacht, Darmstadt in Ludwigsstadt umzubenennen. Die spöttischen Kommentare der liberalen Kräfte auf diesen Vorschlag deuten aber auch darauf hin, dass der Drang der revolutionären Ideen nicht allein durch solche Prunkbauten wie das Ludwigsmonument unterdrückt werden konnte.
Als Anfang des Jahres 1848 die Unruhen in der Bevölkerung immer größer und heftiger wurden, ernannte Großherzog Ludwig II. seinen Sohn Ludwig III. am 5. März 1848 zum Mitregenten. Infolge der Märzrevolution 1848 wurden mit dem „Gesetz über die Verhältnisse der Standesherren und adeligen Gerichtsherren“ vom 15. April 1848 die standesherrlichen Sonderrechte endgültig aufgehoben. Ludwig III. war im Volk sehr beliebt und konnte, nachdem er am 16. Juni 1848 nach dem Tod seines Vaters alleiniger Regent wurde, die hervorgehobene Stellung des Großherzogs erfolgreich gegen die aufkommenden demokratischen und sozialistischen Ideen verteidigen.
Am 9. Oktober 1850 führte Ludwig III., einstmals die große Hoffnung der Demokratiebewegung, ein Dreiklassenwahlrecht nach preußischem Vorbild ein, was faktisch die liberalen Bewegungen noch stärker einschränkte und die reaktionäre Ausrichtung des Großherzogs nach 1848 deutlich machte.
In der Folgezeit sorgte vor allem die Industrialisierung für einen Aufschwung der Stadt. Dadurch wurde auch die Verelendung in den Armenvierteln vorübergehend gestoppt, was der Revolution ebenfalls Wind aus den Segeln nahm. So errichtete beispielsweise 1848 die Chemische Fabrik Merck ihre ersten Fabrikanlagen auf dem heutigen Mercksplatz.

### Deutsches Kaiserreich und Erster Weltkrieg (1871 bis 1918)

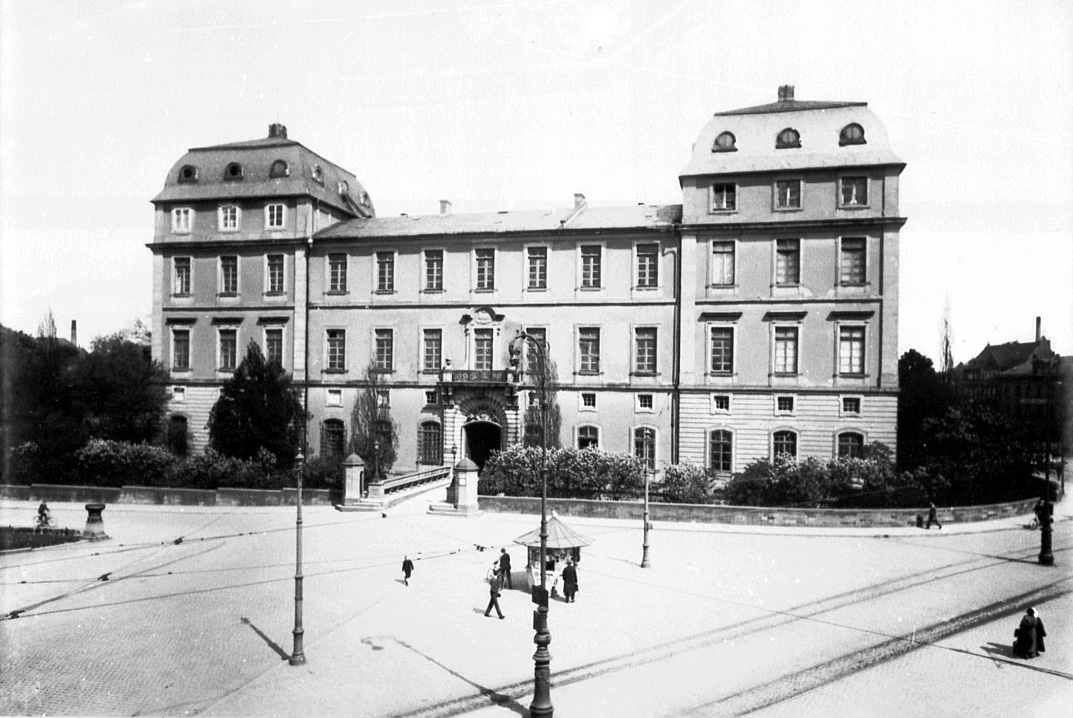
Das Darmstädter Residenzschloss um 1900

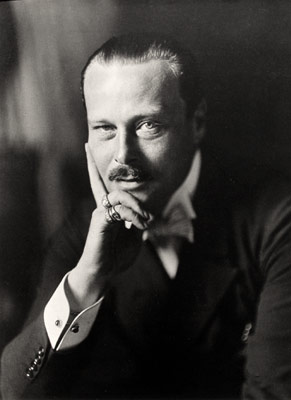
Großherzog Ernst Ludwig

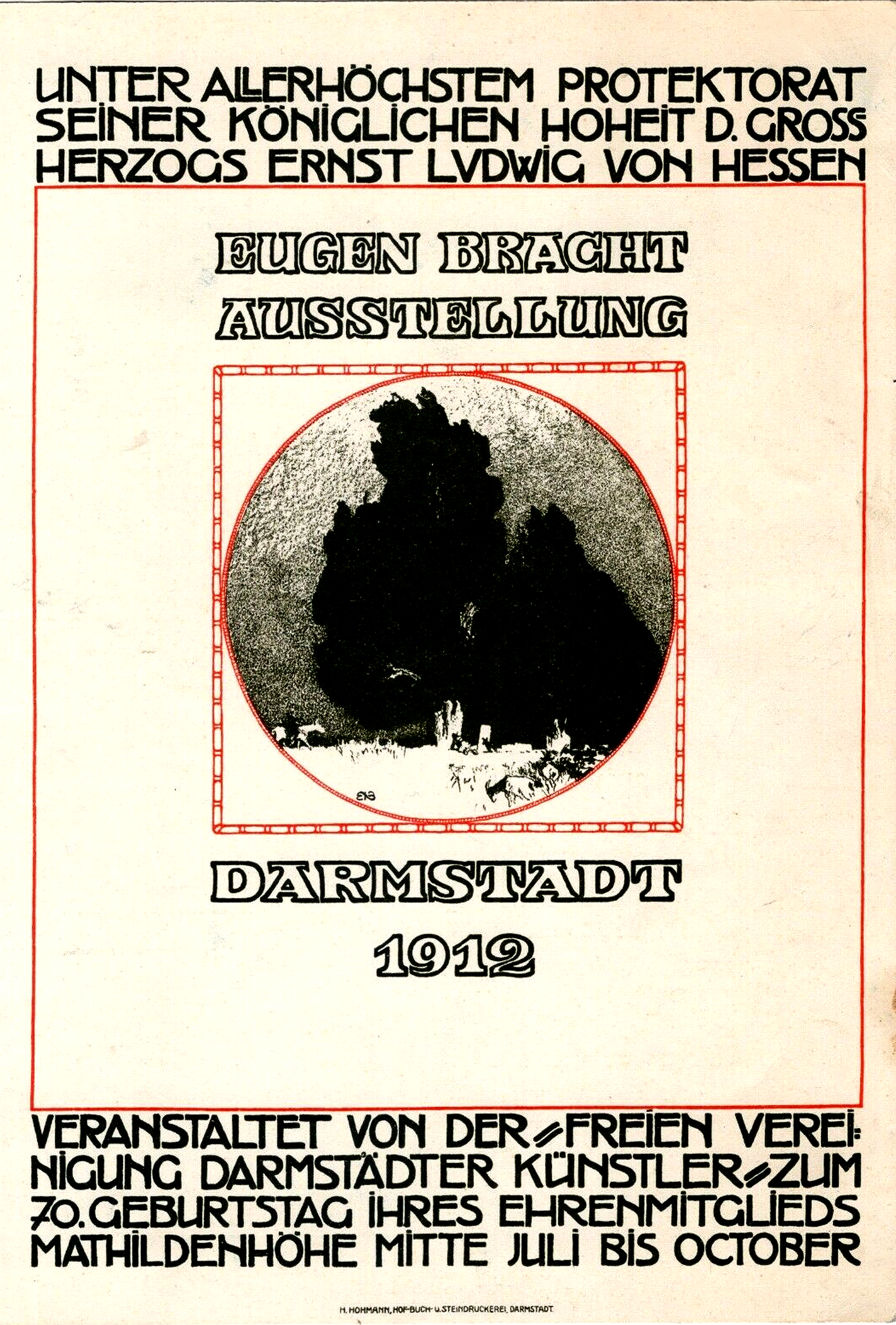
Ausstellung über den Maler Eugen Bracht auf der Mathildenhöhe, 1912

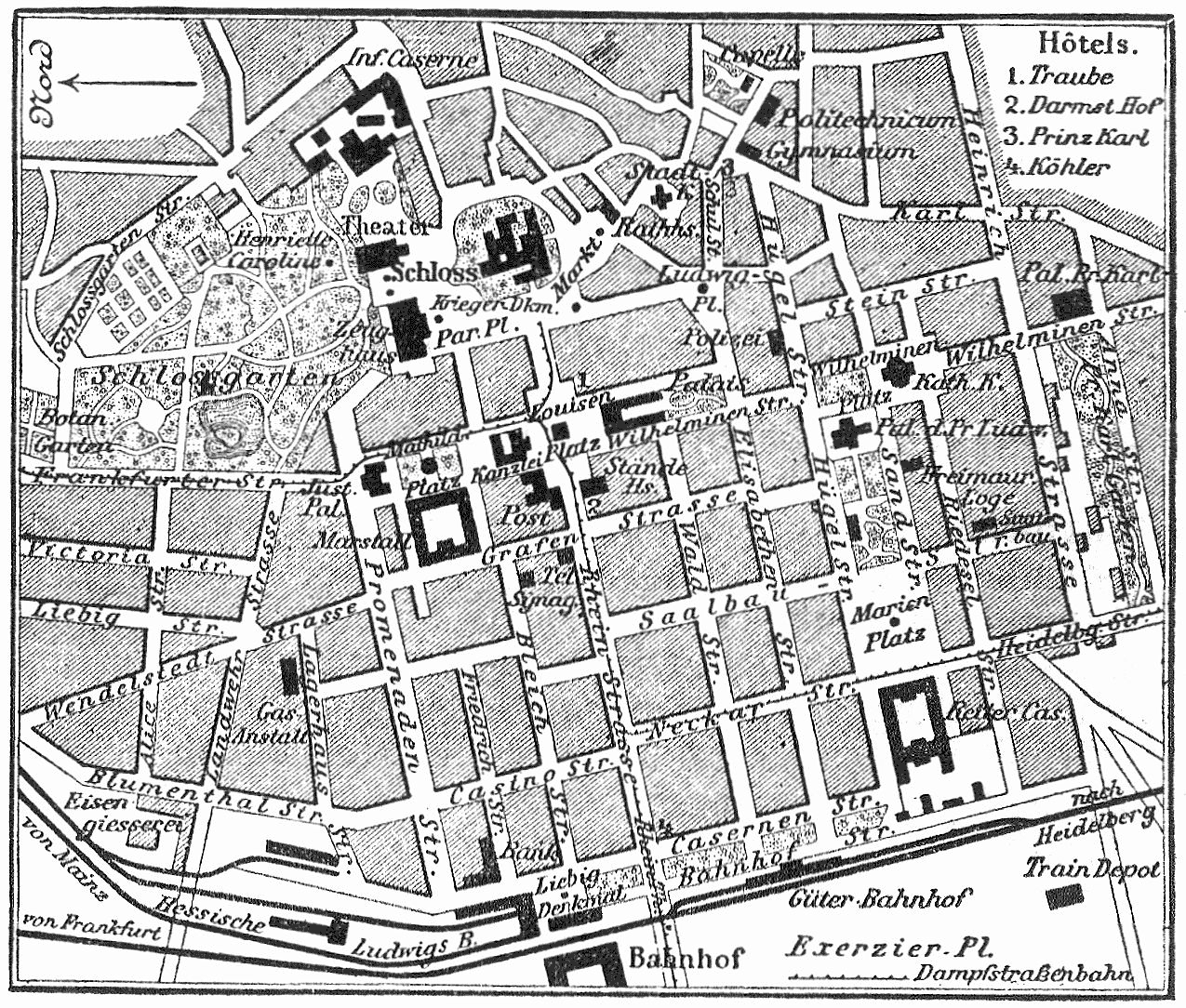
Stadtplan um 1888

In der Gründungsphase des Deutschen Kaiserreiches florierte die Wirtschaft weiter und die Stadt wuchs so immens, dass Bessungen 1888 nach Darmstadt eingemeindet wurde.
Bereits 1874 erhielt Darmstadt eine neue Städteordnung. Die in ihren Selbstverwaltungsrechten wesentlich erweiterte Stadtverordnetenversammlung wurde nun von allen mehr als zwei Jahre in der Stadt ansässigen Einwohnern bei gleichem Stimmrecht gewählt.
Außerhalb der immer weiter verelenden Altstadt entstanden neue, repräsentative Gebäude, das Museum, Hochschulen und ganz neue Siedlungsgebiete. Das berühmteste ist die 1899 von Großherzog Ernst Ludwig auf der Mathildenhöhe gegründete Künstlerkolonie, die sich zu einem der Zentren des Jugendstils entwickelte.
Das letzte Jahrzehnt des 19. Jahrhunderts war geprägt von wirtschaftlichem Aufschwung, Bevölkerungswachstum und einem Aufleben von Kunst und Kultur, auch wenn Letzteres vom Landtag skeptisch gesehen wurde. Vor allem die einseitige Förderung einer modernen Kunstrichtung statt des „Kunstgewerbes“ an sich sorgte für Kritik. Dem „einfachen“ Darmstädter Bürger blieb die Notwendigkeit der Künstlerkolonie ohnehin verschlossen. Schon 1904 notierte der damalige Stadtbaumeister August Buxbaum zufrieden (wenn auch irrtümlich): „Der Jugendstil ist überwunden“, ein deutliches Zeichen, dass Ernst Ludwigs künstlerische Ambitionen auf weniger Gegenliebe seiner Zeitgenossen stieß. Tatsächlich hatte der Jugendstil nichts eingebüßt, auch nicht als er teilweise vom Expressionismus abgelöst wurde.
Bereits vor Ausbruch des Ersten Weltkrieges sank die Bautätigkeit ab und der Krieg selbst brachte jeglichen Aufschwung zum Erliegen. Großherzog Ernst Ludwig ignorierte die politischen Entwicklungen größtenteils und verfiel in künstlerische Schwärmereien und Realitätsferne. Nach der Novemberrevolution 1918 weigerte er sich abzudanken. Trotzdem wurde Darmstadt Hauptstadt des neu gegründeten Volksstaats Hessen mit republikanischer Verfassung.

## Volksstaat Hessen (1918 bis 1945)
Hauptartikel: Volksstaat Hessen

### Weimarer Republik (1918 bis 1933)

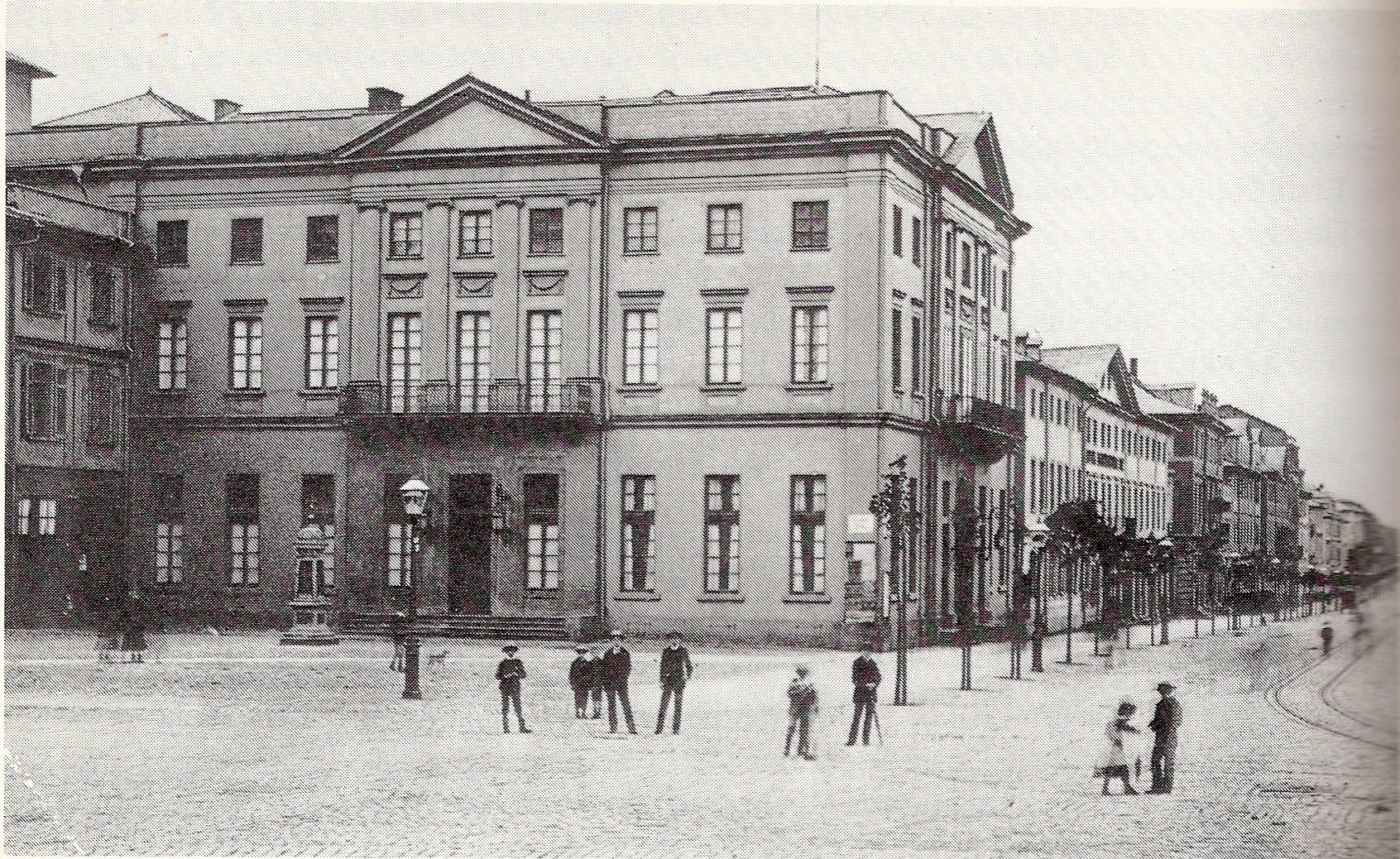
Landtag des Volksstaates Hessen mit Sitz im Darmstädter Ständehaus am Luisenplatz

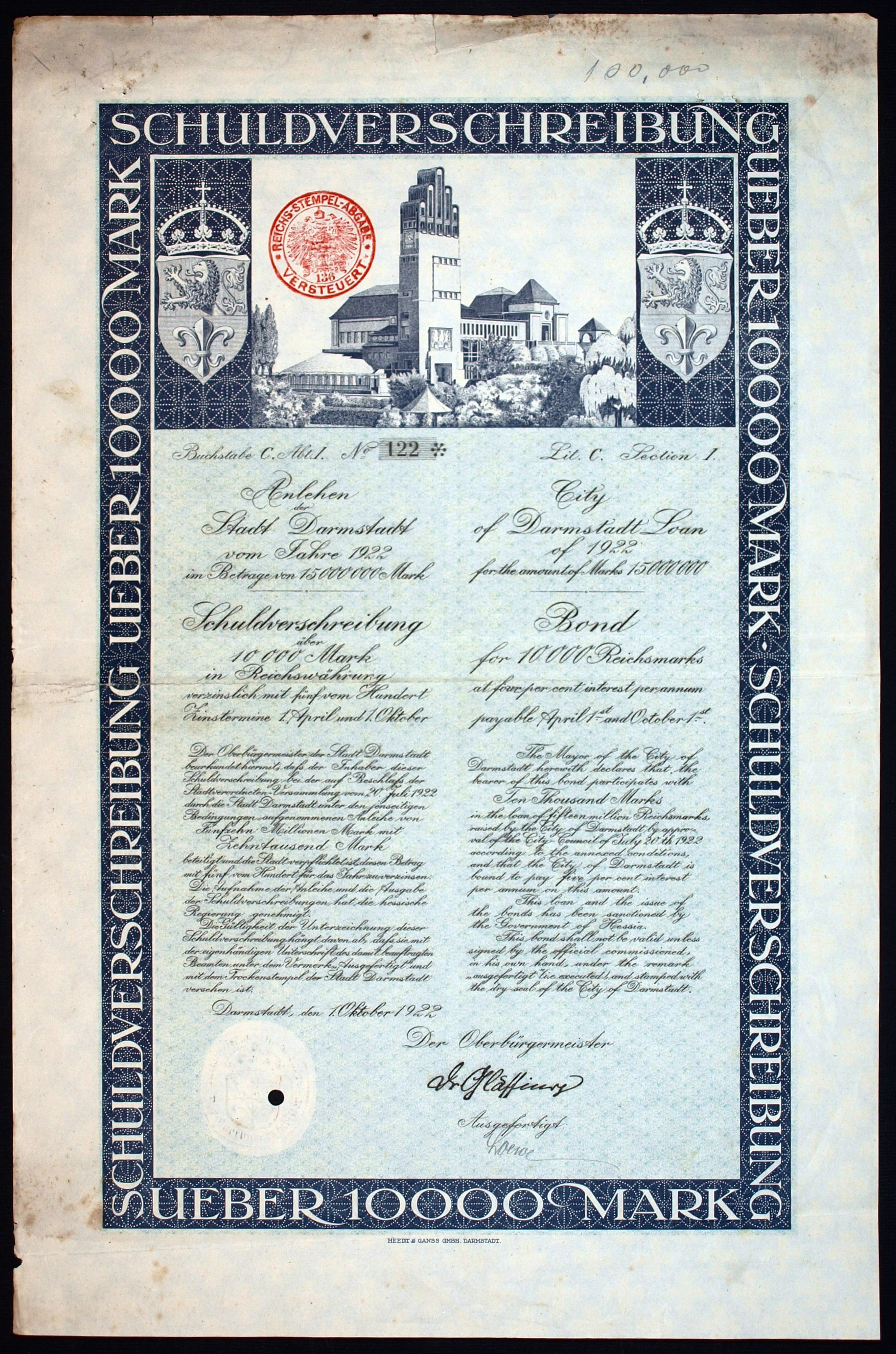
Anleihe über 10000 Mark der Stadt Darmstadt vom 1. Oktober 1922

Nach dem Krieg verlief die Entwicklung Darmstadts parallel zu der im Rest des Landes. Wirtschaftliche Krisen, unterbrochen von kurzen Aufschwüngen, sorgten für Lebensmittelengpässe, hohe Arbeitslosigkeit und soziale Spannungen. Erschwerend kam eine akute Wohnungsnot hinzu, der man trotz zahlreicher Neubauten nicht Herr wurde. Mit Hereinbrechen der Weltwirtschaftskrise spitzte sich die Lage (wie zuvor vor allem in der Altstadt) weiter zu.
Darmstadt lag nach dem Ende des Ersten Weltkriegs am Rande der von den französischen Truppen besetzten Gebiete auf der rechtsrheinischen Seite.
Obwohl selber unbesetzt, wurde es im März 1920 im Zuge des französischen Maineinbruchs besetzt. Diese Besatzung, die auch weite Teile des Umlandes umfasste, endete am 17. Mai 1920.
Stärker und länger unter Besatzungsrecht fielen Teile von Darmstadt im März 1923, als abermals französische Truppen, diesmal in der Folge der Ruhrbesetzung, ihren Einfluss über den Brückenkopf Mainz hinaus ausdehnten. „Am 3. März [besetzten] französische Soldaten die Darmstädter Eisenbahnwerkstätten und das Elektrizitätswerk am Hauptbahnhof und schnitten damit die Waldkolonie und den Waldfriedhof für anderthalb Jahre von der Darmstädter Innenstadt ab.“ Das Passieren der Grenze zwischen dem besetzten und dem unbesetzten Stadtgebiet war nur an der Brücke Dornheimer Weg möglich und erforderte einen Passierschein.
Am 16. November 1924 endete für die besetzten Gebiete von Darmstadt und einigen Nachbargemeinden die Zeit der Besatzung.
Ab 1930 begann auch in Darmstadt der steile Aufstieg der Nationalsozialisten. 1931 erhielten sie bei den Landtagswahlen in Darmstadt bereits deutlich mehr Stimmen als im Landesdurchschnitt. Die bisherige politische Vorherrschaft der SPD, die deutlich an Stimmen verlor, war damit gebrochen und am Weg in den Faschismus konnten auch mehrere, zum Teil heftige Demonstrationen von Sozialdemokraten, Kommunisten und sonstigen Vertretern der Arbeiter- und Demokratiebewegung nichts mehr ändern.
Nachdem es am Abend des 30. Januars 1933, der Ernennung Adolf Hitlers zum Reichskanzler, zu spontanen Protestmärschen der KPD und SPD kam, gab es in den folgenden Wochen noch parteiübergreifende Demonstrationen und Kundgebungen, in denen unter anderem ein Generalstreik als politisches Mittel gegen die neuen Machthaber in Erwägung gezogen wurde. Diese Protestbewegung endete jedoch mit der Reichstagswahl am 5. März 1933, bei der 50 % der Darmstädter für die NSDAP stimmten.

### Zeit des Nationalsozialismus und Zweiter Weltkrieg (1933 bis 1945)
Nach der Wahl im März 1933 kam es umgehend zu willkürlichen Verhaftungen politischer Gegner der Nationalsozialisten. Massenhafte Hausdurchsuchungen und Entlassungen von „republikfreundlichen“, „jüdischen“ und „nicht-arischen“ Beamten waren ebenso Teil einer gezielten Gleichschaltungskampagne. Straßen und Plätze wurden im Sinne der neuen Ideologie umbenannt, so wurde z. B. aus der Rathenau-Anlage die Horst-Wessel-Anlage und aus dem Luisenplatz der Adolf-Hitler-Platz. Kritische Zeitungen wurden verboten.
Am 13. März wählte der Hessische Landtag mit den Stimmen der NSDAP und des Zentrums den NSDAP-Politiker Ferdinand Werner zum Nachfolger von Bernhard Adelung als neuen Staatspräsidenten des Volksstaates Hessen. Die SPD-Abgeordneten nahmen nach massiven Drohungen seitens der Nationalsozialisten nicht mehr an dieser Sitzung teil.
1937 wurde Darmstadt durch Eingemeindung von Eberstadt und Arheilgen Großstadt. Zusätzlich wurden u. a. der Griesheimer Truppenübungsplatz mit dem Flugplatzgelände und die Siedlung Tann Darmstädter Gemarkung, insgesamt kamen damit 7,8 km² Griesheims (ca. 25 %) nach Darmstadt.
Mit den Cambrai-Fritsch-Kasernen, der Leibgarde-Kaserne, der Ernst-Ludwig-Kaserne und der Garde-Dragoner-Kaserne entstanden außerdem fünf neue Kasernenanlagen. In der Reichspogromnacht vom 9. zum 10. November 1938 brannten die Synagogen in der Bleichstraße, in der Friedrichstraße und in Eberstadt. In der Morgendämmerung zogen dann (im Gegensatz zu den Brandstiftungen in der Nacht möglicherweise unorganisiert) SA- und SS-Kommandos durch die Straßen und zerstörten blindwütig zahlreiche jüdische Geschäfte und Einrichtungen. Dadurch waren auch Tote zu beklagen. So stürzte ein jüdisches Mädchen in Panik aus dem Fenster, als die SA-Trupps sich näherten, woraufhin ihr Vater sich verzweifelt im Schock erhängte. 1933 hatte die Stadt 1.427 jüdische Einwohner, 1,5 % von insgesamt 93.222 Einwohnern. In den folgenden Jahren zogen jüdische Gemeindeglieder wegen der wachsenden Entrechtung und der Repressalien weg. Am 31. Dezember 1937 wohnten 666 jüdische Personen in der Stadt. 1942/43 wurden fast alle noch in der Stadt (und Umgebung) lebenden jüdischen Personen deportiert.  Das Gedenkbuch des Bundesarchivs für die Opfer der nationalsozialistischen Judenverfolgung in Deutschland verzeichnet namentlich 651 jüdische Einwohner Darmstadts, die deportiert und größtenteils ermordet wurden.

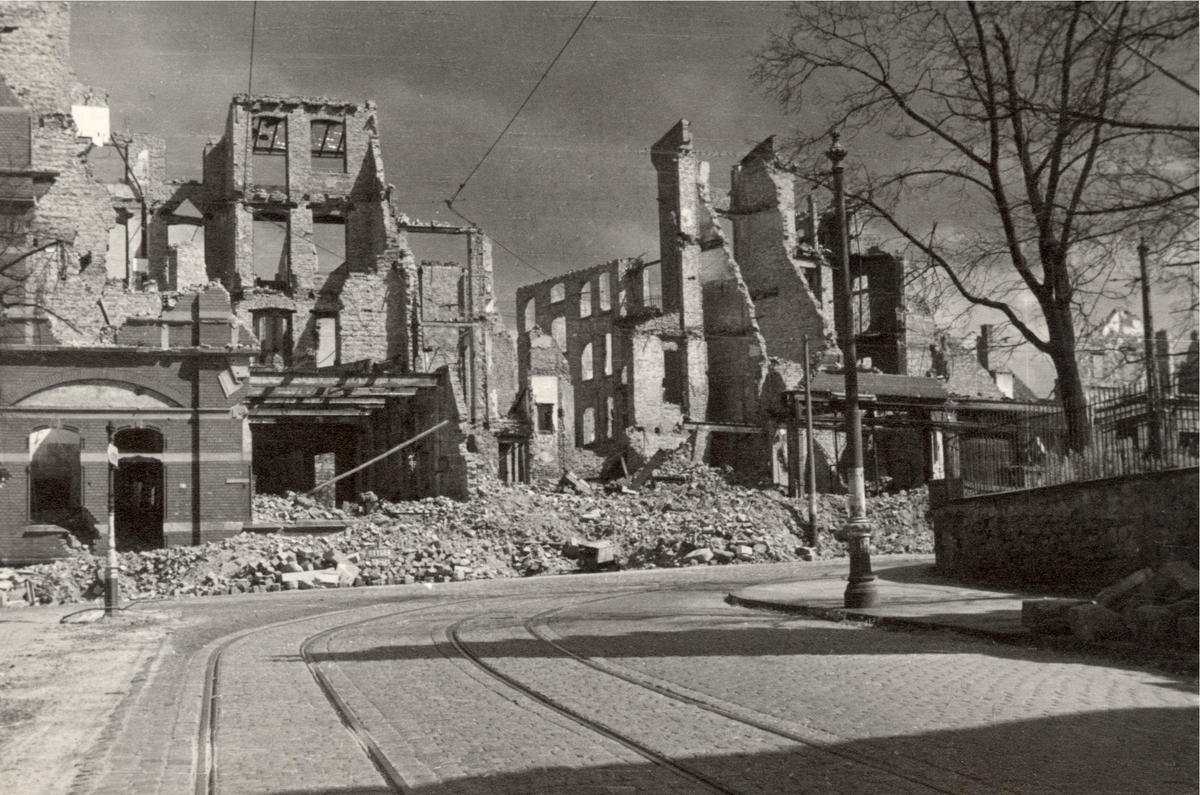
Kapellplatz mit Kriegsschäden der Brandnacht vom 11. September 1944

Am 8. Juni 1940 erlebte Darmstadt den ersten von insgesamt 36 Bombenangriffen. Ab dem Sommer 1943 fanden teilweise täglich Angriffe statt, bis dann beim Luftangriff auf Darmstadt am 11./12. September 1944 – in der sogenannten Brandnacht – die Stadt durch einen Großangriff der Royal Air Force mit anschließendem Feuersturm in eine Trümmerwüste verwandelt wurde. Da der Angriff weitestgehend auf die dichtbesiedelte Innenstadt geführt wurde, starben 11.500 Menschen. Rund 66.000 wurden obdachlos.
Insgesamt wurden ca. 99 % der Alt- und Innenstadt zerstört, 78 % der Bausubstanz fielen dem Bombardement zum Opfer. Der Luftangriff auf Darmstadt forderte, prozentual zur Gesamtbevölkerung betrachtet, nach dem Luftangriff auf Pforzheim die zweithöchste Opferzahl aller Luftangriffe auf deutsche Städte im Zweiten Weltkrieg. Bei Kriegsende hatte die fast nur noch aus Ruinen bestehende Stadt insgesamt 12.300 Opfer zu beklagen.
Es vergingen noch mehrere Monate in der stark zerstörten Stadt, bis der Nationalsozialismus und der Krieg durch die Besetzung der Stadt durch die US-amerikanische 4th Armored Division am 25. März 1945 zu Ende gingen.

## Verlust der Hauptstadtfunktion und Teil des neuen Bundeslandes Hessen (seit 1945)
Hauptartikel: Land Hessen

### Nachkriegszeit und Wiederaufbau

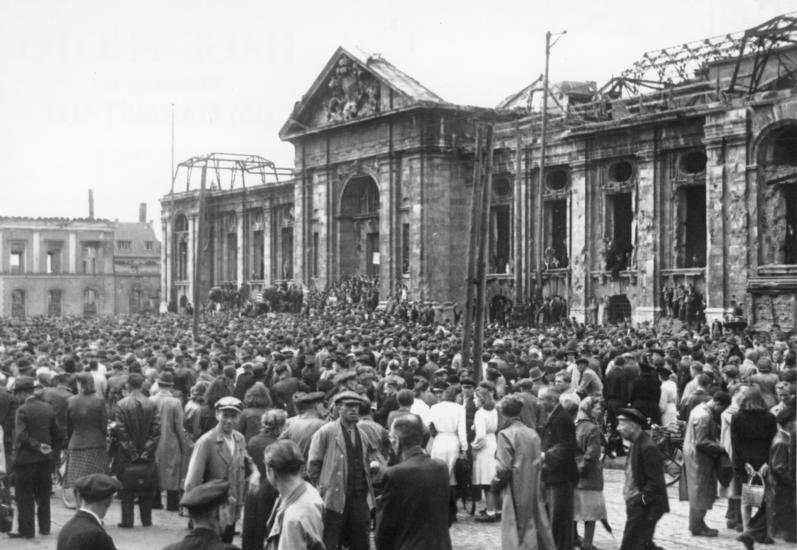
Protestkundgebung der Gewerkschaften vor dem zerstörten Landesmuseum am 12. August 1948

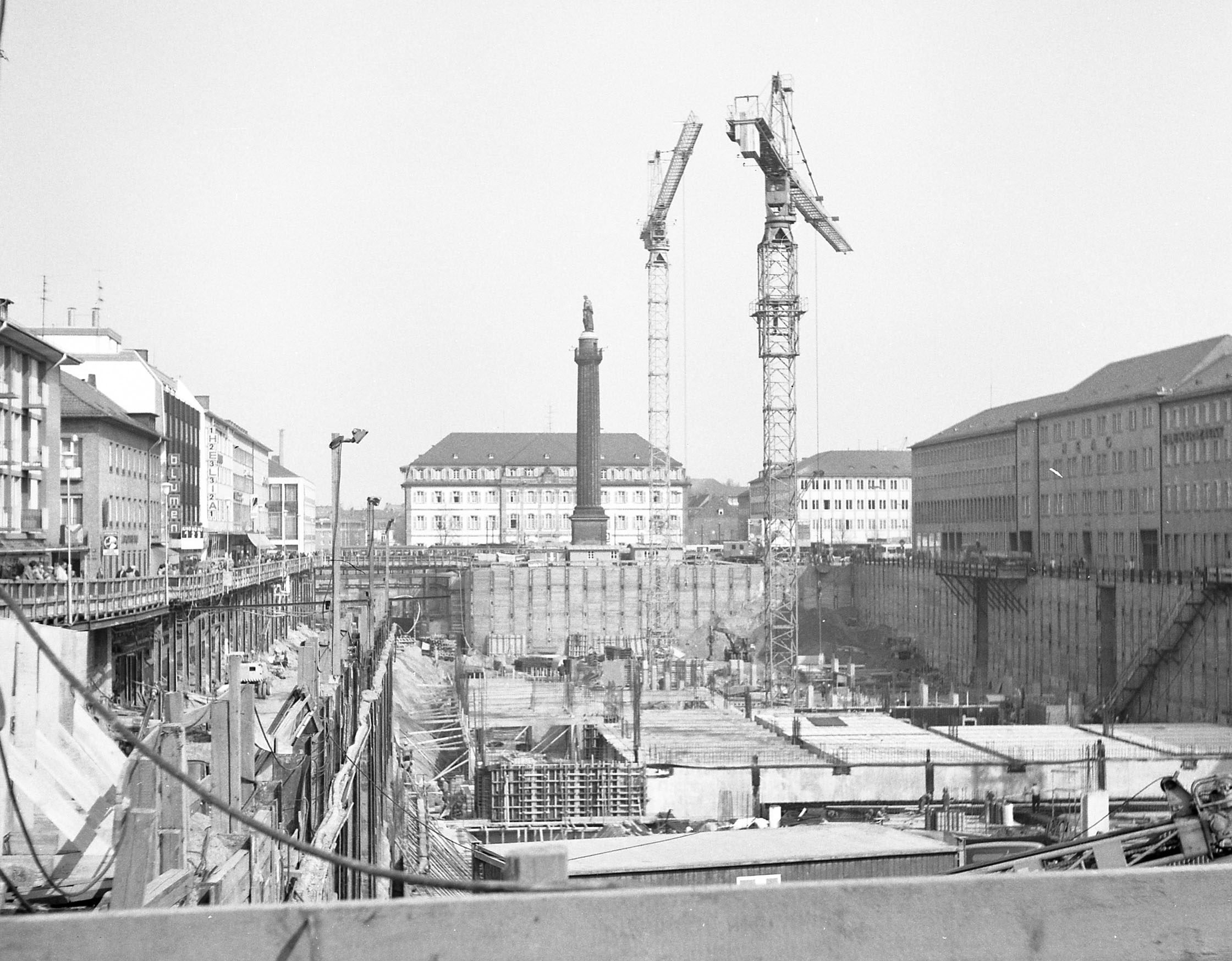
Baustelle des Luisencenters, Frühjahr 1976

Nach der Besetzung Darmstadts wurde Ludwig Metzger (SPD) als Oberbürgermeister eingesetzt. 1946 wurde nicht Darmstadt, sondern das deutlich größere und von Kriegszerstörungen weitgehend unversehrte Wiesbaden Landeshauptstadt des neu gegründeten Landes Hessen.
Beim Wiederaufbau der Stadt wurden die großen historischen Bauten wie Schloss, Rathaus, Stadtkirche und Landesmuseum wiederaufgebaut. Die Altstadt erhielt aber eine neue Straßenführung. Die ursprüngliche meist sehr kleinteilige Parzellierung wurde größtenteils aufgegeben. Die Wohngebäude erhielten einen neuen Zuschnitt, was nicht bei jedem in der Bevölkerung auf Zustimmung stieß. Die nordöstliche Altstadt wurde außerdem mit Erweiterungsbauten der Hochschule neu gestaltet. Die Neubauten wurden in eher schmucklosen Zweckformen der Zeit errichtet. Die städtebauliche Großplanung lag der Idee von Peter Grund, ab 1947 Leiter der Darmstädter Stadtbauverwaltung, des Systems von „Hauptstraßenzügen als Organismus“ zu Grunde. Später musste noch völlig intakte Altbausubstanz z. B. im Martinsviertel weichen, was vor dem Hintergrund der enormen Kriegszerstörungen heutzutage unverständlich erscheint.
1947/48 hatte die zionistische Jüdische Berufsfachschule Masada in der Stadt ihren Platz.
Das 1905 errichtete und kriegszerstörte Alte Amtsgericht wurde teilrekonstruiert.
Der Flugzeugabsturz einer Republic F-84 ereignete sich 1952.
Die regenerationsfähige Ruine des alten Landestheaters (ab 1993 Staatsarchiv) wurde als Theater aufgegeben und 1972 durch einen Theaterneubau am Wilhelminenplatz anstelle des Herzoglichen Neuen Palais ersetzt. Auch das – allerdings in seiner wesentlichen Substanz vollständig zerstörte – Alte Palais am Luisenplatz wurde nicht wieder aufgebaut. Hier wurde nach kontroversen Debatten in der Bevölkerung 1977 das Einkaufszentrum „Luisencenter“ errichtet. Bei seiner Einweihung flogen Tomaten und Eier. Erst der Wiederaufbau des Pädagogs bis 1984 stellte in diesem Zusammenhang eine Art Zeitenwende dar, was erst unter dem massiven Druck einer Bürgerinitiative geschah. Zu diesem Zeitpunkt war der Großteil dessen, was hätte wieder aufgebaut werden können, einem weitestgehend modernen Stadtbild geopfert worden. 1986 stellte das Darmstädter Tagblatt sein Erscheinen ein, es war bis dahin die drittälteste deutsche Tageszeitung.
Die Stationierung mehrerer tausend US-amerikanischer Soldaten und ihrer Familien nach dem Krieg hat bleibenden Eindruck auf die Darmstädter Bevölkerung hinterlassen. Die Amerikaner waren modern und wohlhabend, der „American Way of Life“ wurde das Vorbild einer Generation.

### Jüngste Vergangenheit
1988 wurde die neue Synagoge eingeweiht, so dass es heute wieder ein aktives jüdisches Gemeindeleben gibt. Darmstadt ist die bis heute einzige Stadt Deutschlands, die als Geste der Versöhnung der jüdischen Gemeinde eine neue Synagoge gestiftet hat.
1989 wurde die Eissporthalle Darmstadt im Bürgerpark Nord eröffnet, im März 1990 spielte die eine darmstädter Eishockeymannschaft gegen die heutigen Dresdner Eislöwen und verlor 2:6. Das Spiel nach der Wende (und vor der Wiedervereinigung der beiden deutschen Staaten) war der erste deutsch-deutsche Vergleich seit 36 Jahren.
Die ehemalige Residenzstadt entwickelte sich von einem Industriestandort mehr und mehr zu einem Dienstleistungsstandort, dessen Aushängeschild die Wissenschaft ist. Aufgrund der vielen nationalen und internationalen Forschungseinrichtungen wurde Darmstadt im August 1997 die Bezeichnung „Wissenschaftsstadt“ vom Hessischen Ministerium des Inneren verliehen. 2007 wurde das Kongresszentrum Darmstadtium eröffnet, das seither mit der Böllenfalltor-Halle um Veranstaltungen konkurriert.
Am 23. September 2008 erhielt die Stadt den von der Bundesregierung verliehenen Titel „Ort der Vielfalt“. 2025 fand in Darmstadt die deutsche U19-Meisterschaft im Floorball statt, das Turnier wurde von den Darmstadt Dukes organisiert und in der Böllenfalltor-Halle ausgetragen.

## Darmstädter Regenten

### Landgrafen von Hessen-Darmstadt (1568 bis 1806)
| 1568 bis 1596 | Georg I.                                     |
| 1596 bis 1626 | Ludwig V.                                    |
| 1626 bis 1661 | Georg II.                                    |
| 1661 bis 1678 | Ludwig VI.                                   |
| 1678          | Ludwig VII.                                  |
| 1678 bis 1739 | Ernst Ludwig                                 |
| 1739 bis 1768 | Ludwig VIII.                                 |
| 1768 bis 1790 | Ludwig IX.                                   |
| 1790 bis 1806 | Ludwig X. (ab 1806 als Großherzog Ludwig I.) |

### Großherzöge von Hessen (1806 bis 1918)
| 1806 bis 1830 | Ludwig I. (vormals Landgraf Ludwig X.) |
| 1830 bis 1848 | Ludwig II.                             |
| 1848 bis 1877 | Ludwig III.                            |
| 1877 bis 1892 | Ludwig IV.                             |
| 1892 bis 1918 | Ernst Ludwig                           |

## Thesen, Legenden und Erklärungsversuche zum Ursprung des Namens Darmstadt
Der ungeklärte und teilweise als unschmeichelhaft wahrgenommene Stadtname führte im Laufe der Jahrhunderte zu unterschiedlichen Erklärungsversuchen, etymologischen Deutungen und Legenden.

### Wildhübner Darimund
Seit etwa Mitte des 19. Jahrhunderts entwickelte sich die These vom Wildhübner Darimund als Namenspatron der Stadt. Grundlage ist dabei die älteste dokumentierte Schreibweise „Darmundestat“ aus dem 11. Jahrhundert, das als „Stätte des Darimund“ gedeutet wird.
Diese bis heute populärste These hat jedoch einige Schwierigkeiten- So wird zum Beispiel stetig behauptet, jener Darimund sei ein Wildhübner des Wildbanns Dreieich gewesen. Der Wildbann Dreieich entstand jedoch erst Mitte des 10. Jahrhunderts, während man die Gründung Darmstadts heute etwa auf das 8./9. Jahrhundert datiert.
Zudem ist es eher unwahrscheinlich, dass ein einfacher königlicher Beamter einer Siedlung seinen Namen hätte verleihen dürfen. Dies war nur bei Gutshöfen üblich, die aber zu jener Zeit und Ort an der Endung -heim zu erkennen sind, Siedlungen mit der Endung -stat waren eher nach Sachbezogenheit benannt.
Auch ist der Name Darimund unter den Franken wohl eher selten gewesen. Es handelt sich dabei wohl um eine Variante von Thorismund, ein Name, der für einen westgotischen König überliefert ist.

### Siedlung am befestigten Durchgang
Diese These leitet die Silben dar von dem indogermanischen tar, das einen Durchgang bezeichnet, munde von Munt für Schutz und stat für Stätte ab. Darmundestat wäre demnach die „Stätte am befestigten Durchgang“.
Da man annehmen kann, dass Darmstadt ein Vorposten von Frankfurt zum Schutz gegen die Alamannen war, wäre dies eine treffende Bezeichnung, da Darmstadt an einer der wichtigsten Straßen, die von Süden (dem alamannischen Gebiet) nach Frankfurt führte, lag.

### Trajansstadt
Der wohl älteste Versuch den Namen Darmstadt herzuleiten, versucht den römischen Kaiser Trajan als Namensgeber zu identifizieren. Ursprung wäre dann eine bis heute unidentifizierte römische Befestigung mit Namen „Munimentum Traiani“ gewesen, die um 360 n. Chr. im rechtsrheinischen Gebiet existiert haben soll, wie Ammianus Marcellinus berichtet. Von Trajani Munimentum leitete man über Tramunimentum und Tramundestat Darmundestat ab.
Da man heute davon ausgeht, dass Darmstadt von den Franken gegründet wurde, ist diese These aus der Mode gekommen.

### Darmbach
Die bis Mitte des 19. Jahrhunderts populärste Erklärung leitete den Namen Darmstadt vom Darmbach, dem kleinen Flüsschen, das früher über den Darmstädter Marktplatz floss, ab. Darmundstat hieße demnach: Da, wo der Darm(bach) mündet. Da man jedoch nachgewiesen hat, dass der Bach frühestens im 18. Jahrhundert überhaupt erst diesen Namen erhielt, ist diese These heute kaum noch haltbar.

### Dambstadt
Diese These leitet den Namen von der für die frühe Neuzeit nachgewiesenen Schreibweise Dambstadt ab. Dies solle sich von dem althochdeutschen tamo (Hirsch) ableiten, was auf den Wald- und Wildreichtum der Darmstädter Gegend anspielen könnte.
Schwierigkeiten bereitet diese These jedoch zum einen deshalb, weil die älteste bekannte Schreibweise Darmundestat bereits das „r“ in der ersten Silbe aufweist (und somit kaum von tamo abstammen dürfte) und zum anderen, weil es die Silbe „munde“ nicht erklärt.

### Stätte am Moorbach
Ein etymologischer Versuch, doch noch den Darmbach als Namenspatron zu identifizieren, leitet „darm“ als ältere Bezeichnung für „Moor“ ab. Die zweite Silbe „unde“ entspräche demnach dem Althochdeutschen unda und bedeute „Woge“ oder „Welle“. Demnach wäre Darm-Unda-Stat dann eine „Siedlung beim Moorbach“, was den heutigen Darmbach zur fränkischen Zeit wohl treffend beschrieben hätte.

### Eichenberg
Hierbei wird die erste Silbe dar vom altcymrischen dar für Eiche abgeleitet und munde vom vorgermanischen mont für Berg. Die ursprüngliche Siedlung befand sich östlich des heutigen Darmstädter Schlosses auf einer kleinen Anhöhe. In manchen Dorfzentren standen zudem alte, kultisch verehrte Bäume, vornehmlich alte Eichen. So könnte man den Namen „Eichenberg“ erklären, obgleich dies sehr konstruiert wirkt.

### Darmunda
Diese (sicher unhistorische) Legende erzählt von der Grafentochter Darmunda, die sich zum Unwillen ihres Vaters in einen armen Ritter verliebte. Sie floh mit ihrem Ritter in eine Hütte im Wald. Später versöhnte sich Darmunda mit ihrem Vater, und der Graf baute dort, wo heute das Darmstädter Residenzschloss steht, ein Jagdschloss. Darmundas Hütte soll dieser Legende nach das beim Luftangriff 1944 zerstörte „Bauernhäuschen“ gewesen sein, ein mysteriöser Bau in der nördlichen Fassade des Schlosses, dessen genauer Zweck nicht geklärt ist (aber wohl eher ein Überbleibsel des Vorgängerbaus des heutigen Schlosses gewesen ist).

### Armstadt
Eine weitere Legende dieser Art, wohl die am weitesten verbreitete, ist eine Geschichte, die bereits der Hofbibliothekar Philipp A.F. Walther 1857 mit dem Wort „possirlich“ umschreibt. Demnach hat Darmstadt ursprünglich Armstadt geheißen und (Groß-)Umstadt Dummstadt. Und weil die einen nicht arm und die anderen nicht dumm sein wollten, tauschte man das D, so dass aus Armstadt Darmstadt und aus Dummstadt Umstadt wurde. Warum sich die Darmstädter danach nicht grämten, dass ihre Stadt nun nach einem Verdauungsorgan hieß, erklärt diese Legende nicht.